# Крихітка Дорріт
«Крихітка Дорріт» (англ. Little Dorrit) — одинадцятий роман англійського письменника Чарлза Дікенса, публікувався в журналі «Домашнє читання» з грудня 1855 по червень 1857. Разом з творами «Холодний дім» і «Важкі часи» входить до трійки соціально значущих робіт автора. Роман розділений на дві книги: першу книгу «Бідність» і другу — «Багатство». Дії відбуваються в Англії початку XIX століття. Дікенс оповідає про складно переплетені долі людей, паралельно розкриваючи вади державної системи, що душить все прогресивне в країні. Після публікації роман розкритикували сучасники. В першу чергу через іронічне і навіть саркастичне зображення сучасної Англії і складний заплутаний сюжет. Визнання і славу книга отримала значно пізніше, коли такі відомі літературознавці та письменники, як Федір Достоєвський, Бернард Шоу та Лайонел Тріллінг висловили низку позитивних відгуків про цей твір.

## Сюжет

### Книга перша: Бідність
Дії роману починаються в в'язничній камері Марселя з двома ув'язненими — Ріго Бландуа та Жаном-Батистом Кавалетті. Ріго розповідає сусіду по камері, що він засуджений за вбивство дружини до смертної кари. Другий покараний за контрабанду. В місто прибуває молодий англієць Артур Кленнем, який до цього 30 років жив у Китаї з батьком. Той перед смертю передав синові годинник з ініціалами «Н. З.» (Не забувай), бурмочучи «Твоя мати». В дорозі він знайомиться з доброзичливою родиною Міглз. Прибувши до Лондона, Артур намагається з'ясувати у матері значення ініціалів, проте вона відмовляється що-небудь роз'яснювати. Місіс Кленнем, хоча і прикута до інвалідного візка, управляє всіма справами фірми за допомогою секретаря Єремії Флінтвінча і його дружини служниці Еффері. Артур відвідує свою колишню кохану Флору Фінчінг і знаходить її товстою і нецікавою для себе.
У одній з камер боргової в'язниці Маршалсі живе з родиною неплатоспроможний боржник Вільям Дорріт. Його звуть «Батько Маршалсі» — титул, отриманий за довголітнє ув'язнення. Містер Дорріт провів у в'язниці 23 роки. Тут народилася його молодша дочка Емі, яку за тендітність і невеликий зріст лагідно називають «Крихітка Дорріт». Вона працює швачкою в будинку місіс Кленнем, утримує своєю працею батька, допомагає недолугому брату Тіпу і піклується про старшу сестру, танцівницю Фанні.
У будинку матері містер Кленнем одного разу зустрічає Емі. Бажаючи більше дізнатися про неї, він вистежує її і виходить на в'язницю Маршалсі, де від сторожа дізнається про її сумну долю. Артур знайомиться з Вільямом Доррітом і висловлює свою повагу до нього, вручаючи кілька монет, а після просить вибачення у Емі за вторгнення в особисте життя. На наступний день він знову натикається на Крихітку Дорріт, яку супроводжує Меґґі — молода дівчина, що страждає психічними розладами. У результаті тривалішої бесіди він дізнається імена боржників «Батька Маршалсі». Найголовнішим з них виявляється Тіт Поліп — впливовий член Міністерства Тяганини. Містер Кленнем кілька разів відвідує цей заклад, але це не приносить жодного результату. Після одного з візитів він зустрічає містера Міглза у супроводі Деніеля Дойса — талановитого молодого винахідника. Містер Міглз запрошує Артура погостювати в його заміській садибі. Містер Кленнем приймає запрошення і через кілька днів вирушає відвідати сім'ю Міглз. Їхня донька — Бебі — справляє на нього велике враження, проте його бентежить різниця у віці і те, що у неї вже є залицяльник — Генрі Гоуен. Деніел Дойс, за збігом обставин, теж виявляється в котеджі Міглзів. Артур пропонує йому ділове співробітництво і той погоджується. Між тим, молодий Джон Чівері, який давно має ніжні почуття до Емі Дорріт, нарешті, освідчується їй у коханні, однак, вона делікатно відповідає, що між ними не може бути нічого, крім дружби. Після цього вона вирушає до сестри в театр і з розмови з нею дізнається, що у тієї з'явився залицяльник — Едмунд Спалкер — син заможного банкіра містера Мердла. Артур і Деніел Дойс відкривають фірму «Дойс і Кленнем». У перший же робочий день їх приходять провідати Флора і тітонька містера Ф (покійного чоловіка Флори). Пізніше до них приєднується і Панкс. Залишившись наодинці з Панксом, Артур просить його взятися за справу «Батька Маршалсі» і спробувати з'ясувати якомога більше про нього. Панкс погоджується і запевняє Артура, що зробить все можливе.

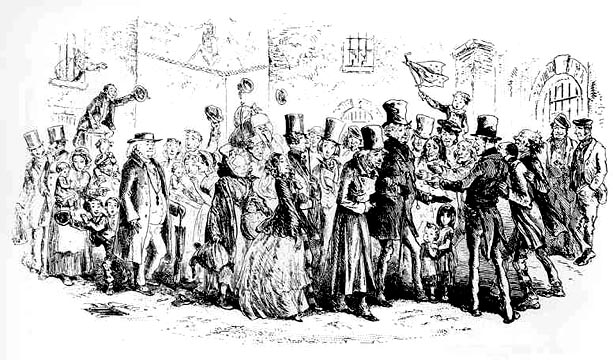
Маршалсі залишається сиротою

Тим часом Жан-Батіст Кавалетті звільняється з в'язниці і за сприяння Артура, оселяється в Подвір'ї «Кровоточиве серце», де тепер живе чесною працею. Майже одночасно виходить на волю його співкамерник — Ріго Бландау, який нині називає себе «Ланьє». Він приїжджає до Лондона і відразу вирушає до місіс Кленнем, з підробленим рекомендаційним листом. Він намагається їй лестити, але коли розуміє, що це марно, він переходить до справи і заявляє, що йому потрібен кредит у розмірі 50 фунтів стерлінгів. Однак, місіс Кленнем заявляє, що фірма не може дати кредит такого розміру. Тоді Бландау просить дозволу оглянути будинок і натикається на годинник з ініціалами «Н. З.». Недвозначними натяками він заявляє, що не просто знає їх розшифровку, але ще й має відомості про значення годинника. Літня дама реагує вельми холоднокровно і просить мосьє Бландау, якщо у нього немає більше питань, піти. Останній так і вчиняє.
Між тим Артур все ж вирішує продовжити залицятися до Бебі і незабаром робить їй пропозицію, від якої вона, однак, відмовляється, заявивши, що вже заручена з Генрі Гоуеном. Справа Вільяма Дорріта просувається, Панкс несподівано з'ясовує, що «Батько Маршалсі» є єдиним спадкоємцем величезного спадку. Дізнавшись про це, Емі повідомляє батька, який приходить в сум'яття від раптового повідомлення. Артур допомагає сімейству Дорріта виплатити борги в юридичному плані. Коли всі справи щодо володіння спадщиною владнано, містер Дорріт вирішує, що сім'ї необхідно покинути Лондон і відправитися в подорож по Європі. У день виїзду Крихітка Дорріт непритомніє і Артур на руках виносить її з в'язниці, щоб посадити в карету. Дорріти їдуть і в'язниця Маршалсі залишається сиротою.

### Книга друга: Багатство
Дорріти подорожують Європою. Їх супроводжує місіс Дженерал, яка вчить дочок Вільяма світським манерам. Всі не хочуть згадувати про в'язницю. Крихітці Дорріт забороняють піклуватися про батька, дорікають, що вона не вшановує сімейну гідність. Їй одній погано і нудно. У дорозі вони зустрічають молодят Гоуенів. Емі заводить дружбу з Бебі і пише про неї листи Артуру, вважаючи, що він її любив. Містер Гоуен знайомиться з Бландуа і вони стають близькими друзями. Однак Емі і Бебі не подобається новий знайомий. Фанні легко стає світською дамою, завойовує містера Спарклера і готується вийти за нього заміж. Одного разу, після візиту Джона Чівері містеру Дорріту стає не по собі. На світському обіді він забувається, думаючи, що він у Маршалсі і все навколо — арештанти, і звертається до них з промовою. Емі ледве виводить батька. Він помирає, а за ним і Фредерік, його брат. Бландуа їде до Лондона. Ним зацікавлюється Артур. В результаті стеження за ним він зустрічає його з міс Уейд.
Всі говорять про підприємство Мердла, вкладають гроші, Панкс переконує Артура вкласти гроші також. Мердлу всі поклоняються, як втіленню багатства. Незабаром він закінчує життя самогубством, всі хто вклав у його підприємство гроші — Дорріти, Панкс, Артур Кленнем — банкрути. Артура за борги заарештовують і ув'язнюють в Маршалсі. Дойс їде за кордон, де успішно працює інженером. У в'язниці Джон Чівері доглядає за Артуром і вперше відкриває йому очі, що Крихітка Дорріт любить його. Панкс і Кавалетті знаходять Бландуа. Приїжджає Емі і доглядає за Артуром, в'язниця його пригнічує і він занедужує.
Ріго знову відвідує місіс Кленнем і вимагає грошей, в іншому випадку він розкриє Артуру таємницю його народження. Батько Артура був нерішучою людиною, дядько одружив його на владній жінці, вона дізналася, що у неї є суперниця, і, щоб помститися, відібрала у неї дитину — Артура. Але дядько в приписці до заповіту залишив гроші матері Артура або молодшій дочці чи племінниці її покровителя (а це Фредерік Дорріт, тобто гроші повинні були дістатися Емі). Місіс Кленнем приховала це, з Єремією вона хотіла спалити приписку, але він її врятував, передав своєму братові-близнюку, а від того вона потрапила до Ріго. Зараз пакет з копіями документів у Крихітки Дорріт і, якщо місіс Кленнем не заплатить, їй і Артуру стане все відомо. Але грошей немає, місіс Кленнем встає і сама, як божевільна, прямує до в'язниці. Вона все відкриває Емі, але просить не говорити Артуру до її смерті, Емі обіцяє зберегти таємницю. Вони повертаються в похмурий будинок, який руйнується на їхніх очах, ховаючи під собою Бландуа. Флінтвінч біжить з дорогими речами з будинку. Місіс Кленнем падає замертво. Емі спалює заповіт. За сприяння Дойса Артур виходить на свободу. Емі Дорріт і Артур Кленнем одружуються.

## Персонажі
Емі «Крихітка» Дорріт (англ. Amy «Little» Dorrit) — головна героїня роману, дочка Вільяма Дорріта. Її мати померла при пологах. Все своє дитинство вона провела у в'язниці Маршалсі, разом зі старшим братом і сестрою, через що отримала прізвисько «Дитя Маршалсі». У тринадцять років вона навчилася грамоти і лічби, пізніше навчилася шити. На момент розповіді їй 21 рік, проте, зовнішністю вона нагадує дитину — невисока, тендітна, і оточуючі часто приймають її за маленьку дівчинку. Так виникло і зміцнилося за нею прізвисько «Крихітка Дорріт». Крихітка Дорріт помітно відрізняється від сестри і брата. Вона скромна, працьовита, самовіддана: готова і здатна віддавати всі сили заради інших. У першій книзі роману, в сьомому розділі — «Дитя Маршалсі», Дікенс роз'яснює цю таємницю її внутрішнього світу та поведінки. Виявляється, вплив хрещеного батька, коли вона була ще дитиною, виявився сильнішим від впливу рідного батька та середовища в'язниці.
Вільям Дорріт (англ. William Dorrit) — батько Емі, Фанні та Едуарда Дорріта, ув'язнений в борговій в'язниці Маршалсі в першій книзі, і заможний джентльмен — у другій. Він потрапив у в'язницю тридцять років тому, через великі борги. Все почалося з того, що він вступив компаньйоном і інвестував свої кошти в сумнівне підприємство, яке незабаром прогоріло. На містері Доррітові повисли борги фірми і його засудили на невизначений термін. Тоді він був тихою, сором'язливою людиною. Його дружина регулярно провідувала чоловіка разом з трирічним сином і дворічною донечкою. Розслідування справи не просувалася, а фінансові справи сім'ї всі гіршали. Незабаром сім'ї боржника довелося переселитися до чоловіка у в'язницю. В одній з в'язничних камер у нього народилася дочка Емі. Через вісім років дружина Вільяма померла через хворобу. Чоловік важко пережив смерть дружини. Після численних спроб розплутати справу містера Дорріта всі, включаючи його самого, втратили надію на його звільнення. Інші ув'язнені приходили і йшли, але він не залишав в'язниці вже тридцять років і став найстарішим її ув'язненим. У всіх новачків увійшло в звичай представлятися містеру Дорріту і перед виходом на свободу підсовувати під двері лист з грошима. Поступово за ним закріпилася шанобливе прізвисько «Батько Маршалсі». Для Вільяма характерні такі вади як гордовитість і безтурботне самолюбство. Навіть у в'язниці він не втрачає своєї бундючності, удає значну і високопоставлену персону, милостивого брата і турботливого батька. Однак і його на перший погляд жалюгідне і непривабливе життя не позбавлене глибокого драматизму. Наприклад, коли він звертається до вишуканого товариства в ролі Батька Маршалсі зі скандальною промовою, його становище дуже багатозначне.
Фанні Дорріт (англ. Fanny Dorrit) — старша сестра Емі, дружина Едмунда Спарклера. Вона має ті ж або майже ті ж характерні психологічні риси, що і батько. Вона зарозуміла, чванлива, для неї зовнішній престиж понад усе. Все ж вона глибше, ніж батько здатна відчувати сором і докори сумління. У такі хвилини вона заливається сльозами. Для неї характерно, переживаючи душевний конфлікт і розуміючи своє безсилля в його вирішенні, відчувати істеричне роздратування і бажання померти. До отримання спадщини працювала танцівницею.
Едуард «Тіп» Дорріт (англ. Edward «Tip» Dorrit) — старший брат Емі і Фанні, нероба, відзеркалення батьківської безпечності і безтурботності. Він не здатний до якогось одного систематичного заняття: за що б він не брався, все йому швидко набридає, від усякого розпочатої справи він швидко втомлюється і тут же кидає її.
Артур Кленнем (англ. Arthur Clennam) — один з головних героїв роману. Повертається у Лондон після того, як 20 років прожив у Китаї. У молодості він був закоханий у Флору Фінчинг, але після зустрічі з нею він розуміє, що вже немає тих почуттів, які колись мав до неї. Натомість, він дуже захоплюється Емі Дорріт, з якою одружується.
Флора Фінчинг (англ. Flora Finching) — екс-наречена Артура Кленнема. Флора любить поговорити, її розповіді часто починаються однією темою, а закінчуються іншою. Деякі критики, такі як Пітер Престон, розглядають її як один з найвидатніших комедійних успіхів Дікенса.

## Історія створення

### Передумови і прототипи
Роботі над «Крихіткою Дорріт» передував звичайний у творчості Дікенса період сум'яття і душевної тривоги. Вже в жовтні 1854 року ним «оволоділо невідступне бажання виїхати зовсім одному і почати нову книгу десь у недосяжній далині, в Піренеях або на одній зі снігових вершин Швейцарії, у якомусь дивовижному монастирі». У травні він дійшов до такого стану, коли весь час кудись тягне, все не вдається, і немає ні хвилини спокою, — коли, одним словом, пора починати нову книгу. У листах цього періоду він пише, що «не впевнений у собі, як Макбет, кошлатий, і обірваний, як Тімон, і плутається в думках, як Бідний Том». Один з центральних образів роману — образ боргової в'язниці Маршалсі — Дікенс зобразив, спираючись на особисті враження і переживання. У його житті був час, коли він хлопчиком відвідував Маршалсі, в одній з камер якої був ув'язнений його батько. Дікенс не любив згадувати про цей період життя, і згодом, розповідаючи про себе, забував про нього, роблячи пропуск.
Я народився сьомого лютого 1812 в Портсмуті, англійському портовому місті… Батько мій по обов'язку служби — він значився в розрахунковій частині Адміралтейства — був змушений час від часу змінювати місце проживання, і, таким чином, я дворічною дитиною потрапив до Лондона, а з шести років переїхав в інше портове місто, Чатам, де прожив кілька років, після чого знову повернувся до Лондона разом зі своїми батьками та братами і сестрами, серед яких я був другим. Свою освіту я почав абияк і без усякої системи у якогось священика в Чатамі, а закінчив в хорошій лондонській школі, — тривала вона недовго, бо батько мій був небагатий, і мені рано довелося вступити в життя. Своє знайомство з життям я почав в конторі юриста, і треба сказати, що вона здалася мені досить убогою і нудною …
Однак Дікенс «вступив в життя» ще до того, як потрапив в контору юриста. Це сталося, коли містер Дікенс-старший потрапив за борги в Маршалсі. Єдиним засобом для життя сім'ї залишилася невелика пенсія, яку він отримував, втративши місце на службі. Бачачи злидні Дікенса, один з їхніх родичів — Джордж Ламберт — запропонував взяти до себе в працівники Чарлза з платою по шість шилінгів на тиждень. Він повинен був працювати в сирому підвальному приміщенні разом з двома іншими хлопчиками і декількома дорослими робітниками. Обов'язок його полягав в тому, щоб навертати папірці на банки з ваксою і наклеювати на них ярлики. Багато років по тому Дікенс розповідав:
Я дивуюся, як це ніхто не зглянувся наді мною, хоча всі визнавали, що я хлопчик здібний, вразливий, який живо відчуває кожну фізичну чи моральну образу. Батько і мама так зраділи моєму переходу до Джорджа Ламберта, наче я в двадцять років закінчив з відзнакою курс граматичної школи і переходжу в Кембриджський університет.

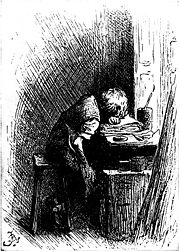
Чарлз Дікенс після дня роботи на фабриці вакси. Ілюстрація Фреда Бернарда

Фінансові справи Дікенсів не налагоджувалися і їм довелося перебратися до чоловіка у в'язницю. Чарлза помістили на квартиру до однієї бідної жінки, яка тримала пансіонерів. Згодом вона послужила прототипом місіс Піпчін в романі «Домбі і син» (1846—1848). Все це знайшло відбиття в його творах, з найбільшою виразністю в романах «Пригоди Олівера Твіста», «Домбі і син», «Девід Копперфільд» і, звичайно, в «Крихітці Дорріт». Коли Дікенс писав, його пам'ять про особисто пережите в ранні роки, про образи і приниження не могла змиритися з уявленнями про соціальний престиж, згідно з якими людина цінувалася не за особисту гідність, а за положення в суспільстві.
Багато осіб, явища і події в романі Дікенса здаються фантастичними, але вони цілком правдиво відображають зображену в них дійсність. Наприклад, труднощі, з якими зіткнувся Деніел Дойс при спробі запатентувати свій винахід, дійсно існували в Англії тієї епохи. Для закріплення патенту було необхідно скріпити його печаткою, чому передувало 30 незалежних операцій, третя частина яких двічі вимагала підпису монарха. Навіть ідея руйнування будинку місіс Кленнем запозичена з газет, які повідомляли про події, що супроводжували обвал будинків на Тоттенхем-роуд.
Прототипом образу Флори Фінчінг, можливо, послужила кохана Дікенса Марія Біднел — дочка заможного банківського клерка. Їхній роман тривав лише два роки — ймовірно, через соціальну нерівність, оскільки сімейство Біднел належало до найзабезпеченішої частини англійської буржуазії. Повторно вони зустрілися лише через багато років. Дікенс знайшов свою колишню кохану товстою, дурною і нудною. В такій же ситуації опинився головний герой роману Артур Кленнем. До цього з неї був списаний образ Дори для роману «Девід Копперфільд» (1849—1850).
Ключові фігури і явища в романі Дікенса реакційні і демократичні. Наприклад, в образі Огастеса Чваннінга відбилося ставлення Дікенса до герцога Веллінгтона, відомого своєю жорсткістю по відношенню до парламентської реформи 1832 року й неприхованою неприязню до чартистів. Інший персонаж роману, Джон Поліп, розмірковує про «умиротворення черні» абсолютно в дусі відомого політика середини 1850-х років лорда Джона Рассела. Коаліція поліпів і Чваннінга, на думку дослідників, дуже нагадує знаменитий «союз» Рассела та Грея в 1830-х роках і коаліцію того ж Рассела і лорда Абердіна в 1852—1855 роках. В образі лорда Децімуса вгадуються сатиричні натяки на лорда Пальмерстона, що став прем'єр-міністром Великої Британії в січні 1855 і активно виступав проти адміністративних реформ, необхідність яких гостро виявилася під час Кримської війни. Прототипом фінансиста-шахрая Мердла цілком міг послужити реальний аферист Джон Седлер. Чарлз Дікенс став очевидцем раптового банкрутства ірландського Банку Тіпперері в лютому 1856 року. Лондонська банкірська контора, з невідомих причин несподівано відмовилася оплачувати сертифікати банку Тіпперері. Через кілька днів почалася паніка, і пронеслася звістка, що один з директорів банку, член парламенту Джон Седлер, покінчив з собою у ванні, отруївшись синильною кислотою. Перед смертю він написав і надіслав листа своєму братові Джеймсу — іншому директору, — в якому повідомив, що в краху банку винен він один. Незабаром з'ясувалося, що Джон Седлер почав вилучати активи банку за півтора року до катастрофи.
Образ Генрі Гоуена, ймовірно, списаний Дікенсом з Вільяма Теккерея — англійського письменника-реаліста — і введений в оповідання, з метою висловити ставлення автора до останнього. Подібно прототипу, Гоуен постійно суперечить самому собі, наприклад, розмірковуючи про життя то з холодним цинізмом, то з натхненням.
Більшість людей, так чи інакше, розчаровані в житті, і це дає про себе знати. І все-таки ми живемо в симпатичному світі, і я люблю його всією душею. Найкращий із світів, їй-богу!.. А моя професія і поготів — найкраща з професій і крапка!
У майбутньому, розпізнавши в цьому персонажі своє сатиричне зображення, Вільям Теккерей помстився Чарлзу Дікенсу, розкритикувавши його новий роман. Втім, не можна сказати, що цей портрет також точний як, зокрема, Скімпол — пародія на британського есеїста і драматурга Лі Ганта.
Роман створювався в розпалі Кримської війни і специфіка часу також відбилася в творі, дія якого відбувається в 1820 роки. Вона особливо відчувається в антибюрократичному пафосі роману. Війна, облога і взяття Севастополя обійшлися народу Англії досить дорого. Дікенс, який спочатку висловлювався на підтримку війни і багато в чому — з ненависті до тиранії, втіленням якої була імператорська Росія, незабаром у війні розчарувався. Він переконався у безглуздості кривавої Кримської кампанії, і зрозуміло боявся військової поразки, яка, як він вважав, може викликати в країні революцію. Під час війни виявилася технічна та тактична непідготовленість англійських військ, що стала наслідком розкрадань командування і дезорганізації державного і військового управління. Бездіяльність Парламенту надзвичайно обурювала Дікенса. У листах і романах він неодноразово висловлював свою думку з цього приводу. 25 січня 1854 в листі Роберту Роулінсону Чарлз Дікенс пише:

… Що стосується Парламенту, то там так багато говорять і так мало роблять, що з усіх пов'язаних з ним церемоній найцікавішою здалася мені та, яку (без будь-якої помпи) виконав один-єдиний чоловік і яка полягала в тому, що він прибрав приміщення, замкнув двері і поклав у кишеню ключі…

Гіркота, гнів, обурення Дікенса з цього приводу і створили сатиричний образ Міністерства Тяганини. Зловживання та розкрадання, які допустило англійське військове командування в роки Кримської війни, не вдалося приховати. Війна ще не закінчилася, а парламент вже почав слідче провадження справ про розкрадання. 1856 року була сформована Комісія британської армії в Криму з розслідування постачань (англ. Commission of Inquiry into Supplies of the British Army in the Crimea). Судовий процес став відомий в суспільстві як „розгляд у Челсі“, в результаті якого були розкриті численні злочини, як з боку уряду, так і з боку армії.

### Процес написання
Дікенс писав роман протягом двох років. Почав працювати над ним у травні 1855 року, перебуваючи в цей час в Парижі з новим другом Уілкі Коллінзом. Спочатку він планував назвати книгу „Ніхто не винен“ (англ. Nobody is to blame). Її головним героєм мав стати чоловік, який неусвідомлено приносить всім нещастя. При кожній новій біді він вигукував би: „Ну, знаєте, принаймні, добре те, що нікого не можна звинуватити!“. Однак, після четвертого випуску Дікенс відмовився від цього плану і переробив початок.
До цього жоден з романів не давався йому з такими труднощами, не вимагав такої кількості листувань і виправлень. За збереженими чорновими зошитам Дікенса видно різницю між сторінками „Девіда Копперфільда“ і „Крихітки Дорріт“. Якщо в першому з них думки й образи легко укладаються на папір і анітрохи не обтяжують автора, то в другому виявляється болісний пошук виразів для ілюстрування характеру і положення дійових осіб. Процес творчої роботи ставав для автора все складнішим. Сам Дікенс усвідомлював ослаблення своєї письменницької сили. У своїх листах цього часу він говорить, що його письменницька діяльність добігає кінця і скаржиться, що ніколи не повернути йому колишньої свіжості думки, плодючості уяви.
Щоб заглушити біль від усвідомлення цього, Дікенс брався за влаштування театральних вистав, за участь в політичних мітингах і різних благодійних зборах, за публічне читання своїх творів на користь різних товариств та установ. Однак читачі не помічали цієї зміни. „Крихітка Дорріт“ розходилася величезною кількістю примірників. Загальний інтерес приваблювало сімейство Дорріта, а міністерство Тяганини розглядалося як їдке сатиричне зображення англійського уряду.
Час від часу турботи про журнал „Домашні читання“ кликали його до Лондона. Тоді ним вже неподільно заволодів новий роман і починаючи черговий випуск, він щоразу переживав „болісний стан: через кожні п'ять хвилин я біжу вниз по сходах, через кожні дві — кидаюся до вікна і більше нічого не роблю … Я з головою поринув у роботу — то злітаю, то падаю духом, то спалахую, то гасну“. Особисті дивацтва Дікенса, що виражаються нерідко в мимовільному впаданні в транс, схильності до видінь і відчутті дежавю, проявлялися і під час написання роману „Крихітка Дорріт“. Йому всюди ввижався образ головної героїні, всі думки були зайняті тільки нею. Вона не покидала його навіть під час морської прогулянки — „здіймалася на хвилі, плавала в хмарах, прилітала з вітром“. Іноді він пробував врятуватися від всюдисущої Емі втечею:
образи цієї книги впиваються мені в мозок, голова гуде і я збираюся, як кажуть розвантажити її, сховавшись в одному з тих незнайомих мені місць, куди мене в цих широтах заносить ночами
Ночами Дікенс гуляв містом, призначав і скасовував побачення, мріяв вирушити кудись на пароплаві, полетіти на повітряній кулі. У компанії прагнув до самоти, а залишаючись один, нудився за суспільством.
Коли робота над романом наближалася до кінця, Чарлз Дікенс захотів дізнатися, чи збереглася в'язниця Маршалсі до його днів. Прибувши на місце, де вона раніше стояла, він побачив, що на місці зовнішнього двору розташовується бакалійна лавка. Це змусило Дікенса припустити, що від в'язниці нічого не залишилося. Однак, блукаючи по одній з прилеглих вулиць позначеної як Енлжел-Корт, яка веде до Бермодсі, він раптом опинився на Маршалсі-Плейс і не тільки впізнав в будинках більшу частину в'язниці, але також переконався, що цілі ті приміщення, які він подумки бачив перед собою при написанні „Крихітки Дорріт“. Юнак, що стояв поруч докладно розповів письменнику про минуле. Вказавши на вікно кімнати, де народилася Крихітка Дорріт і де стільки років прожив її батько, він запитав, хто там живе тепер. Співрозмовник відповів: „Том Пітік“. Дікенс запитав, хто такий Том Пітік і почув у відповідь: „Джека Пітіка дядько“. Пройшовши трохи далі, він побачив стару невисоку стіну, що тягнулася навколо тісної внутрішньої в'язниці. Цю історію автор пізніше додав у передмову до першого повного видання „Крихітки Дорріт“.

### Ілюстрування

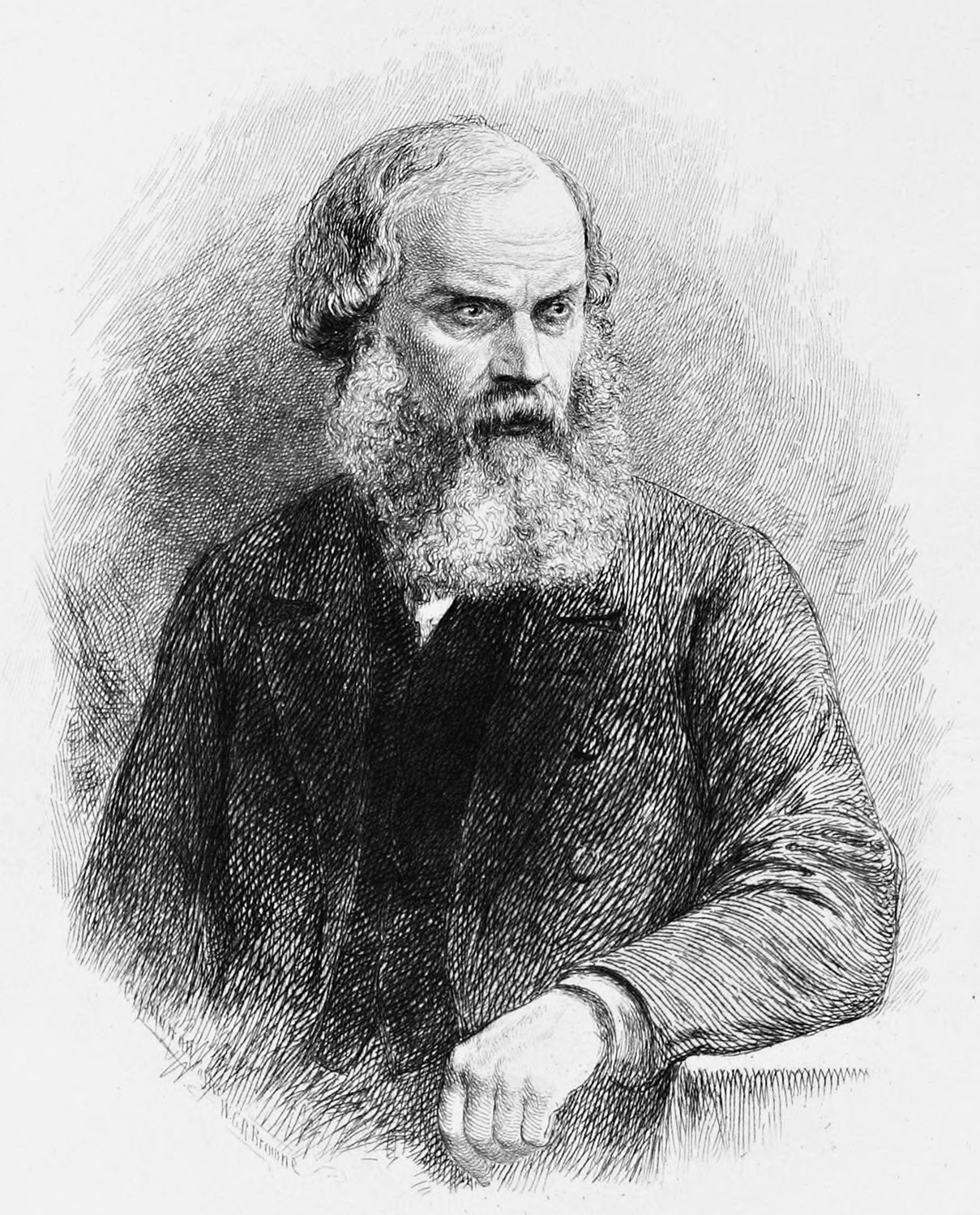
Х.-Н. Браун „Фіз“ — головний ілюстратор роману

Головним ілюстратором роману виступив Хеблот Браун, який ілюстровав до цього ряд інших романів Дікенса під псевдонімом Фіз. Його часто затемнені, майже чорні малюнки не були оцінені так само високо, як ілюстрації попередніх книг. Ф. Г. Кіттон звертає увагу на те, що жодна з його картин не підписана справжнім ім'ям автора. Джейн Реббіт Коен розглядає це як ознаку „повного виснаження“ (англ. total exhaustion). Багато листів Дікенса до Хеболта свідчать про те, що партнери не можуть знайти взаєморозуміння. Наприклад, з приводу містера Кленнема, якого Дікенс хоче бачити „завжди якомога приємнішим та привітнішим“ (англ. as always agreeable and well-being as possible). Також він не схвалює зображення лорда Децімуса з вивернутими руками. Дікенс пише: „Він здається мені поблажливим, а я хочу, що б він був твердим, непохитним, не таким як простий смертний“. 10 лютого 1857 Дікенс висловив жаль з того приводу, що нарис містера Дорріта перед смертю зовсім не відповідає його очікуванням — він вважає його занадто комічним і вимагає яскравішого і драматичнішого вираження почуттів старого, який помирає. З урахуванням усіх цих критичних зауважень Хеблот Браун був обраний як ілюстратор тільки для одного наступного твору — „Повісті про два міста“.

### Перша публікація
Після публікації роману „Холодний дім» (1851—1853) контракт Дікенса з видавцями закінчився. Публікація книги «Крихітка Дорріт» ознаменувала собою новий період в правових відносинах між видавництвом і автором — як і раніше, видавець отримував четверту частину прибутку від продажу тиражу майбутньої книги, але ця сума вже не підлягала зняттю з рахунку асоціації. За словами Фостера, в контракті був пункт, який страхував Дікенса від накладок. Внаслідок цього відсоток прибутку, який призначався видавцеві, знизився, а відсоток учасника підвищився — Дікенс отримав найбільший дохід за всю свою кар'єру — 30 %, а за договором з видавництвом «Бредбері і Еванс» (англ. Bradbury and Evans) і того більше — 31 %. «Крихітка Дорріт», як і інші романи Дікенса, за давньою традицією англійських видавництв, виходили частинами, щомісячними випусками, в журналі «Домашнє читання». Перший випуск роману з'явився у грудні 1855 року, останній — у червні 1857. У середньому тираж становив близько 30 000 примірників. Перше повне видання з'явилося в 1857 році.

### Розклад видання розділів роману
| Номер | Рік  | Місяць   | Розділи      |
| ----- | ---- | -------- | ------------ |
| 1     | 1855 | Грудень  | I-IV         |
| 2     | 1856 | Січень   | V-VIII       |
| 3     | 1856 | Лютий    | IX-XI        |
| 4     | 1856 | Березень | XII-XIV      |
| 5     | 1856 | Квітень  | XV-XVIII     |
| 6     | 1856 | Травень  | XIX-XXII     |
| 7     | 1856 | Червень  | XXIII-XXV    |
| 8     | 1856 | Липень   | XXVI-XXIX    |
| 9     | 1856 | Серпень  | XXX-XXXII    |
| 10    | 1856 | Вересень | XXXIII-XXXVI |
| 11    | 1856 | Жовтень  | I-IV         |
| 12    | 1856 | Листопад | V-VII        |
| 13    | 1856 | Грудень  | VIII-XI      |
| 14    | 1857 | Січень   | XII-XIV      |
| 15    | 1857 | Лютий    | XV-XVIII     |
| 16    | 1857 | Березень | XIX-XXII     |
| 17    | 1857 | Квітень  | XXIII-XXVI   |
| 18    | 1857 | Травень  | XXVII-XXIX   |
| 19    | 1857 | Червень  | XXX-XXXIV    |

## Аналіз твору

### Тема і структура
Головна тема роману, на думку совєцької літературознавиці Тамари Сильман, це капіталістичне суспільство та його вплив на сфери життя країни і окремої людини. У зв'язку з цими двома аспектами — загальна картина капіталізму і його вплив на приватну долю — в «Крихітці Дорріт» поєднуються дві теми. Перша з них: зображення круговороту капіталістичного з об'єктивної точки зору. Для цієї мети використовується фігура головного героя — Артура Кленнема. У якийсь певний момент Кленнем-спостерігач виявляється включеним в рух механізму суспільства. Артур ставив перед собою благородну мету — розібратися в найскладніших фінансових обставинах, в яких, здавалося, назавжди заплуталося сімейство Дорріт. Пошуки Кленнема приводять його в найрізноманітніші сфери життя. Читач здійснює цей шлях разом з ним. Він починається зі зловісного будинку місіс Кленнем, де Артур вперше зустрічає Емі Дорріт. Звідси — пряма дорога до Маршалсі; тут — перша зупинка Кленнема, що є і зупинкою для читача: докладний опис в'язниці, її мешканців, життя старого Дорріта, його самовідданої дочки і всієї родини. Одночасно в розповідь вводяться інші персонажі — сестра і брат Емі, її дядько Фредерік і «названа дочка» Меггі. Раптово дії припиняються — скінчилася перша частина роману. Дорріти отримали спадщину — без Кленнема, завдяки Панксу. «Аналіз» Кленнема ще не завершений, він ще не знає, хто був винуватцем першого розорення Доррітів. Але ще не з'ясовані ним закони та обставини, виявляється, продовжили діяти — Дорріти знову багаті так само несподівано і незрозуміло, як були розорені. Артур робить перерву і читач йде за Доррітами, щоб зайнятися приватною долею цього сімейства.
Тут набирає чинності, хоча вона була присутня і раніше, друга тема роману — доля окремої родини, що потрапила під дію незрозумілих, непояснених законів капіталізму, розказана з точки зору суб'єктивних переживань її окремих членів. З більшою систематичністю, ніж у «Холодному домі», але дуже схоже різні кола і аспекти переплітаються один з одним. Одна і те ж подія може мати значення і для приватної, і для загальної теми, одні й ті ж герої по черзі виступають то всередині одного, то всередині іншого розповідного кола. Проте цілком природно, що друга приватна тема, історія окремої родини виступає в романі все-таки як головна. Звідси розподіл всього твору в цілому на дві частини: «Бідність» і «Багатство», що відображає два різних періоди в історії Дорріта. Тим не менше, напередодні книги також стоїть багатство — відносне благополуччя Доррітів до їх ув'язнення у в'язницю, — в той час як в епілозі знову з'являється бідність — розорення Фанні, Тіпа і самої Емі в результаті невдалих спекуляцій батька.
Таким чином, додавши до двох центральних частин два ланцюги, виходить формула: багатство — бідність — багатство — бідність, тощо. По Дікенсу, така формула людського існування у суспільстві, відображає всю несправедливість і невірність долі людини за капіталізму. Ця формула знаходить своє підтвердження і в долях інших персонажів роману. Особливо показова і символічна тут фігура багатія Мердла, який потягнув за собою в розорення тисячі людей. Більше того — доля самого містера Кленнема складається теж у повній єдності з цією формулою. Отже, дійсність у своєму русі утворює якесь міцне коло, яке так чи інакше, з тими чи іншими поправками і відступами повинно проходити всі причетні до цієї дійсності люди. І зовсім також як і в геометричному колі, тут немає ні початку, ні кінця. Людина може включитися в його обертання в будь-який момент, як включився Артур, і в будь-який момент може бути викинутою з нього. Такий загальний хід речей у світі, зображеному Дікенсом, позбавлений справедливості і розумного сенсу.
Загадковий будинок місіс Кленнем одночасно входить у дві системи — систему приватних зв'язків (сім'я Дорріт — Кленнем) та загальних. Він стоїть в одному ряді з Міністерством Тяганини та іншими установами, що несуть відповідальність за існуючий порядок речей, оскільки, подібно до них, місіс Кленнем теж є фігурою, переповненою глибокою соціальною символікою. Тому невірно було б вважати, що вся провина за існуючий порядок речей цілком покладається автором на Міністерство Тяганини і тому подібні безглузді установи, які зробили своїм девізом «як не робити того, що потрібно». Правда, частину відповідальності за існування такого похмурого місця, як Подвір'я кровоточивого серця, де туляться бідняки, автор покладає на мужів з Міністерства Тяганини.
Однак показати, що існує група нероб-аристократів, а з іншого боку — бідняків, і що перші винні в нещастях других — цього було б недостатньо. Дікенс мав на меті описати сам процес перетворення маси людей у бідняків. Саме цій темі, власне, і присвячено роман, якщо розглядати його як історію загибелі однієї родини. І її результат — два плани книги. Один — великий план видимих визнаних усіма, можна сказати, суспільно-легалізованих протиріч. Вони дуже прості, зрозумілі і їх видно з першого погляду. І в той же час вони занадто загальні. І другий — окремий випадок. Тут все набагато менш зрозуміло. Коли видно причини і результат, коли люди збираються масами, коли їхні долі — це долі цілих соціальних груп, — тоді немає місця сумнівам ні для кого, навіть для самих учасників цього співвідношення. Якщо лорди з Міністерства Тяганини прекрасно знають, за чий рахунок вони існують, кого оббирають, кого гноблять, то для більшості мешканців Подвір'я кровоточивого серця не секрет, хто їх головні кривдники. Але, як тільки відбувається перехід від загального плану до приватних доль, картина негайно заплутується. Починаючи з того, що родина Дорріт, яка постраждала, не має жодного уявлення про стан своїх справ, про те, хто її кредитори і, нарешті, з чиєї вини вона стільки років нудиться у в'язниці.
Коли Кленнем пробує з'ясувати це питання у старого Дорріта, він стикається з повним нерозумінням і незнанням. Далі, до основного мотиву зубожіння, економічного занепаду тут, в цій особистій історії, домішуються різні побічні мотиви, які для інших співучасників можуть виявитися навіть більш суттєвими. Так, Кленнем, який розслідує справу, цілком справедливо запідозрив матір у злочинних діяннях. Однак він лише підозрював про існування корисливих мотивів. Кінець роману призводить до іншої розгадки: з'ясовується, що ненависть місіс Кленнем до Дорітів була для неї особисто другорядною обставиною, а головною метою її життя була помста матері Артура, який виявляється незаконно народженим сином однієї бідної дівчини, звабленої його батьком. Однак ясно одне: безпосередній, прямий зв'язок кривдників з скривдженими тут заплутаний різноманіттям цілей та індивідуальних прагнень персонажів.
Окремий випадок розпадається на нескінченне число ниток, відводить до різних людей, сплітає всілякі долі, зміщує логічні зв'язки. У цьому сенсі Дікенс дає читачеві цілком діалектичне співвідношення: простота закону, з одного боку, і нескінченна складність його конкретизації в окремому факті, від якого, однак, свого часу цей закон був відвернений, — з іншого. Якраз тут в розповідь впроваджується «готичний» елемент. З'являються таємниці, подвійні імена, сни, натяки, передбачення і передчуття. Навіть у тих випадках, коли таємниці могло б і не бути, події все ж подаються у формі таємниці. Такі, наприклад, віщі сни місіс Флінтвінч, які, проте, всі до одного мають розумне і раціональне пояснення, оскільки це зовсім не сни, а реальні факти, і тільки залякана і забита місіс Флінтвінч під погрозами чоловіка починає вірити, що все бачене нею — гра її уяви. Але атмосфера шерехів і шумів, привидів та двійників, в якій живе ця особа, її фартух, вічно закинутий на голову, «щоб не бачити духів», її жах перед інтелектуалами (як вона називає містера Флінтвінча і місіс Кленнем) — все це надає роману похмурий, «готичний» колорит.
Цікавий також образ Панкса — досить типового для Дікенса комічного персонажа, для характеристики якого автором найчастіше використовується зовнішнє (звичайно, надзвичайно перебільшене) схожість з якимось предметом. Він включається в «історію Дорріта» і стає непрямим помічником Кленнема по розшуку кривдника. Він допоміг відкрити спадщину, що дозволило визволити Дорріта з в'язниці, і з цього моменту Панкс занурюється в атмосферу таємниць. У його руках з'являється таємнича книжка, в якій він щохвилини робить якісь дивні позначки. На Емі Панкс справляє абсолютно містичне враження і поводить себе відповідним чином: намагається гадати їй по руці, називає себе «циганом, провісником майбутнього», лякає її різними темними натяками. Він щохвилини трапляється їй на шляху, то на вулиці, то у в'язниці, то, нарешті, в будинку Кленнемів. Нехай в кінці, дивні позначки Панкса будуть розшифровані як в адресу можливих кредиторів і кривдників сім'ї Дорріт, нехай незрозуміла манера поведінки Панкса з Крихіткою Дорріт просто одна з його добродушних примх, — видимість таємничого таки створена і зберігається до самого моменту отримання спадщини. Таким чином, в «приватному аспекті» оповіді деякі речі набувають особливого, здавалося б, невластивого їм значення, і нові, не зовсім раціональні закономірності починають управляти подіями і людьми.
У другому плані роману, в аспекті індивідуальних людських доль, ще зберігаються елементи «готичного» осмислення світу. У більш ранніх творах Дікенса «готичний» елемент символізував злий початок у суспільстві. На нього було покладено весь тягар таємничості невпізнаних закономірностей. Проблемний «Х» — закони та зв'язки суспільства — ставали «Х-сом» художнім, тобто «готичним» героєм. Але вже тоді у творчості Дікенса відбувається процес раціоналізації «готики». Особливо після такого роману, як «Важкі часи», де основне зло суспільства, його таємниця розшифрована як експлуатація та пригнічення, не могло бути простого повторення старого, «готичного» рішення задачі.
У «Крихітці Дорріт» можна спостерігати вже відчутні результати такої раціоналізації таємниці, застосовувані до ширшого життєвого матеріалу. Романтичній таємниці в цій узагальненій картині світу відводиться ще скромніше, вірніше обмежене місце, ніж раніше. «Готичний» елемент втратив своє грандіозне значення — сфера його дій тепер обмежена перипетіями індивідуальної долі окремих героїв. Символи іншого роду — Поліпи, Мердл, «патріархи», інакше кажучи, символи, наповнені незмірно конкретнішим соціальним змістом, відтіснили «готику» на другорядне місце. «Готичний» образ все ще мальовничо прикрашає роман Дікенса (наприклад, Ріго Бландуа з'являється вже з першої глави), але його значення, по суті, помітно скоротилося. Таким чином, закономірності сучасного суспільства розподіляються автором за наступними двома категоріями:
1. Загальні закони: вони ясні і зрозумілі, проти них слід боротися, хоча остаточно, на думку Дікенса, вони непереборні.
2. Приватні закономірності, індивідуальні долі, показано з точки зору індивідів, які переживають ці долі.

Батько Дорріт, що потрапив у в'язницю, не знає з чиєї вини він там опинився. Крихітка Дорріт інстинктивно боїться всіх людей, з якими вона зустрічається поза стінами Маршалсі, оскільки це люди того світу, який відкинув їх від себе. Кленнем, який добровільно взяв на себе розслідування оповитої мороком справи, наштовхується на суцільні таємниці. Таким чином, у романі показано не тільки загальний закон суспільства — існування багатства і неробства в одному таборі за рахунок несправедливості і гноблення іншими, але показано також і різні форми сприйняття цього закону — об'єктивна і суб'єктивна. Так, загальний закон і загальні співвідношення зображуються автором об'єктивно, хоча і в символічній формі. Тут присутні об'єктивні результати дій певних закономірностей. У другому випадку, в історії окремих доль, все зображено крізь призму суб'єктивних переживань, індивідуальних здогадок, сумнівів, страхів.
Найскладніші хитросплетення долі (місіс Кленнем, матері Артура з дядьком Емі, і в той же час любов Артура і Крихітки Дорріт, роль Ріго, що викрадає у брата Флінтвінча папір, що стосується спадщини Емі, в той же час його роль шпигуна, найнятого міс Уейд в сім'ї Гоуена, тощо) — всі ці хитросплетіння посилені здогадками, сумнівами, помилками дійових осіб, їх індивідуальною сліпотою. Розповідь будується так, що багато подій, які могли б пролити світло на те, що відбувається, показано саме крізь завісу індивідуальних помилок. Найбільш разючий приклад — сни місіс Флінтвінч, яка власне бачить все, але, як і читач, нічого не розуміє. Тому злочин тут довгий час не виходить назовні, вина не доведена, імена злочинців не названі, і читач впродовж всього роману залишається зануреним в атмосферу невисловлених побоювань, страхів, натяків, здогадок, не до кінця осмислених пригод. Звідси двоїстий вигляд роману. З одного боку, цілком повна раціоналізація, майже алегоричне зображення, сатира великого плану на державу, на спосіб управління, суха, але чітка з певною типізацією дійових осіб, названих переважно не по іменах, а за своїми функціями в державному організмі: Адвокатура, Церква, тощо.
Алегоричне тлумачення роману, взагалі кажучи, майже диктується всім матеріалом твору. Характерний приклад такого тлумачення можна знайти в книзі англійського дослідника Дікенса — Джексона. На його думку, «Крихітка Дорріт» — це алегорія, справжнє значення якої навіть автор не зміг до кінця усвідомити. У Маршальсі, де відбуваються дії першої книги, автор створює відчуття присутності співчуття, мужності і доброти, а у другій частині, коли герої потрапляють в «вище суспільство», незважаючи на багатства і розкіш, вони зустрічають всі низькі і ганебні вади. В'язні, звільнені з Маршальсі, — батько і діти — розуміють, що змінили одну в'язницю на іншу, гіршу. Вони усвідомлюють, що найгірше пекло ортодоксальної теології, яка сама перетворює весь світ у в'язницю. Тільки коли багатство зникає, і теологія терпить крах, арештанти отримують можливість розпоряджатися залишком життя. З іншого боку — світ таємниць і жахів, світ лірики і любові. Тут, в тому тумані натяків і підозр навіть любов висловлюється не до кінця. Відносини героїв один до одного, і без того складні і заплутані, ще більш ускладнюються їх взаємною скритністю і стриманістю.
Останні частини книги підводять читача до розгадки всіх неясностей. Не можна сказати, щоб підводячи свою розповідь до розв'язки, автор зумів уникнути різного роду натяжок. Навпаки, в «Крихітці Дорріт» їх більше, ніж де б то не було (найскладніші викладки Ріго, місіс Кленнем, Єремії Флінтвінча з приводу скриньки, документів, прихованої спадщини, походження Артура, тощо). Але, по-перше, слід враховувати величезні труднощі, що стояли перед Дікенсом, який повинен був «розв'язати» нескінченне число клубочків заплутаної інтриги. По-друге, незважаючи на деяку ваговитість розв'язки, внутрішній зміст її абсолютно зрозумілий, оскільки завдяки їй всі події виявляються освітленими по-новому.
Наприкінці «Крихітки Дорріт» цілий ряд персонажів зайнятий осмисленням самих себе і тієї області дійсності, до якої вони належать. В особі життєрадісного Фредеріка Поліпа, який відвідав Кленнема у в'язниці, Міністерство Тяганини теж робить такого роду осмислення:
На те й існуємо, щоб нам не докучали і щоб все залишалося, як воно є. У цьому наше призначення. Зрозуміло, прийнято вважати, ніби наша мета зовсім в іншому, але це для проформи… погляньте з правильної точки зору, і ви побачите офіційних осіб, які сумлінно виконують свої офіційні обов'язки. Це зразок гри в крикет на обмеженою майданчику. Гравці посилають м'ячі державі, а ми їх перехоплюємо на льоту.
Символічна картина кінцівки роману — замість грошей Артура Емі потребує його любові, в той час як всі вчинили навпаки. Звідси ідилічно-утопічна кінцівка книги. І автор з миром відпускає їх, вирішуючи проблему. Вирішує, утопічним шляхом, «звільняючи» своїх героїв від тягаря матеріального світу, змушуючи їх добровільно, в порядку морального самозречення, визнати себе жебраками. Це — фантастичний шлях, оскільки сам автор на прикладі інших своїх романів показав читачеві, до чого може довести бідність. Але Дікенс тут не ставить ніяких питань — він просто декларує — і на цьому закінчує книгу. Така вершина і одночасно такі кордони Дікенсівського реалізму. З одного боку — грандіозна панорама тогочасної дійсності, де з великою силою показано церкву і державу, суди і в'язниці, сім'ю і школу, де читач бачить людей будь-яких характерів і професій від скромного клерка до державного діяча, робітника і підприємця, мільйонера і жебрака, бідну швачку і великосвітську леді, де показано, як одна дута спекуляція тягне за собою в безодню мільйони життів, де марно гинуть тисячі прагнень і талантів, підкоряючись жорстким законам конкуренції. А з іншого боку — самотність людини, її загубленість в страшному світі, її спробу втекти разом з такою ж самотньою, загубленою істотою від жорстоких суперечностей реального життя. Сентиментальний утопізм штучної «щасливої кінцівки» фактично наповнений песимізмом.

### Соціально-політичні символи
У «Крихітці Дорріт», як і в двох попередніх романах сімдесятих років, звертають на себе увагу масштабні сатиричні образи-символи. У романі «Холодний будинок» (1853) це Канцелярський суд — рутинний заклад, складова частина державної та соціальної системи і символ того, у що перетворилася ця система. У романі «Важкі часи» (1854) це місто Кокстаун, місце дії роману. Його реальним прототипом є Манчестер — символ промислової Англії. На всьому обличчі міста лежить печать бездуховності, він збудований за обтяжуючим трафаретом, так, що «в'язницю не можна відрізнити від лікарні». Цей бездушний трафарет — наслідок утилітарного підходу до життя, панування принципу голого розрахунку і вигоди: ніщо в Кокстауні не радує очі, обстановка пригнічує відчуття прекрасного і живу фантазію. Томас Карлейль одного разу висловився на цю тему, зауваживши, що Дікенс «більше боїться всякого роду соціальних інститутів, ніж людей».

### Міністерство Тяганини

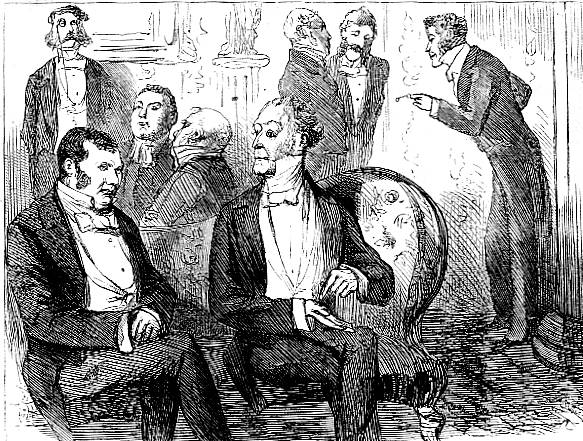
Представники Поліпів і Чванінгів на прийомі у містера Мердла

У «Крихітці Дорріт» масштабний образ викриття — це Міністерство Тяганини (англ. Circumlocution Office) — втілення бюрократизму і корупції у вищих ешелонах влади. Ця державна установа охоплює всі сфери життя країни, має безпосередній вплив на долі всіх героїв роману і є найважливішою установою в державі. Жоден громадський захід не може бути здійсненим, не отримавши схвалення Міністерства. Головний принцип Міністерства — не робити того, що слід робити — неухильно дотримується:
Як тільки з'ясовувалося, що потрібно щось зробити, Міністерство Тяганини раніше всіх інших державних установ знайшло спосіб не робити того, що потрібно"
Один з виразних прикладів згубного дії цього принципу — ставлення Міністерства Тяганини до Даніеля Дойса — талановитого винахідника. Його наполегливі і настирливі зусилля застосувати свій винахід на користь Батьківщини не приносять результатів, стикаючись з цілковитою байдужістю з боку чиновників Міністерства. Чиновницьке суспільство Міністерства Тяганини складають дві впливових сім'ї — Поліпи і Чванінги, всі покоління яких, змінюючись, незмінно служать в цій організації. Працівники ставляться до своїх обов'язків вкрай зневажливо: не бажаючи брати на себе відповідальність за вирішення тієї чи іншої справи, постійно відсилають їх в інші департаменти та відділи. Через це на розгляд йде стільки часу, що сама справа втрачає сенс.
В руках представників цих «впливових родин» зосереджена влада, вони вершать долю держави. Незліченні і безликі, але всесильні Поліпи гальмують всякий рух вперед, вони тягнуть державу до занепаду, прекрасно розуміючи що Міністерство Тяганини, в якому їм належать теплі містечка «є лише хитромудрим пристосуванням для того, щоб різними політичними і дипломатичними вивертами допомагати „жирним оборонятися від худих“. Дікенс підкреслює численність Поліпів і Чванінгів: Децімус Тіт Поліп і Поліп-молодший, Вільям Поліп і місіс Тіт Поліп, уроджена Чванінг, Тюдор Чванінг і цілий виводок менш відомих парламентських Поліпів — всі вони гнітюче схожі один на одного. Правда, деякі з Поліпів заслуговують на особливу популярність дуже корисними „винаходами“. Сутність одного з них виражена в словах: „…якщо Поліпу ставили в парламенті питання, він відповідав на інше питання“. Цей прийом завоював винахіднику почесне становище в Міністерстві Тяганини. Інший вельми кмітливий молодий Поліп „прилаштувався в міністерство на секретарську посаду, сподіваючись поживитися малим, поки не прийшов час для більшого“. І, як і інші Поліпи, влаштувавшись в Міністерстві Тяганини, досяг успіху, нічого не роблячи. Чванінги і Поліпи численні і єдині у своєму прагненні діяти і умертвляти все живе. Повна нікчемність Поліпів і Чванінгів — це нікчемність віджилих представників англійської аристократії. Традиції, за які чіпко тримаються ці Поліпи, — традиції „старої“ Великої Британії.
Прагнучи підкреслити нікчемність членів пролонгованого суспільства, Дікенс позбавляє їх будь-якої індивідуальності, а в ряді випадків навіть не наділяє їх іменами. Так одна з представниць суспільства названа просто „Бюст“. Її покликання полягає в носінні коштовностей і з цим „важливим“ обов'язком „Бюст“ чудово справляється.
Письменник поширює свою сатиру і на тих, хто мириться з існуванням віджилих традицій і пануванням Поліпів і вважають що Міністерство Тяганини — „установа, якій саме небо дарувало робити все, що йому заманеться“. Розділи роману, присвячені Поліпам, — гнівний і гострий памфлет. У його творці важко впізнати автора „Посмертних записок Піквікського клубу“. Гіркота і гострота сатири письменника більшою мірою обумовлювалась його тривожними думками про майбутнє. В одному зі своїх листів Дікенс писав, що його лякає „чортове згарище“, яке може спалахнути в країні в будь-який момент, спровоковане „черговим проявом аристократичної наочності“.
В романі часто згадується корабель, обліплений поліпами, який йде на дно. Найімовірніше, це образ Англії — морської держави, а також всього суспільства, вади якого заманюють людей в соціальне провалля.
Для кращого розуміння атмосфери закладу, Дікенс, при описі погоди поблизу Міністерства, використовував такі епітети як „вогкий“, „сірий“ і „брудний“. Під час зображення будинку представника Міністерства Тіта Поліпа використовувалися такі вирази: „… незручний, з похиленим парадним ґанком, немитими тьмяними віконцями і темним двориком…“, „… якщо говорити про запахи, то будинок був точно пляшка з міцним настоєм гною, і лакей, який відчиняє Артуру двері, немов вибив з пляшки пробку“.

### В'язниця і влада

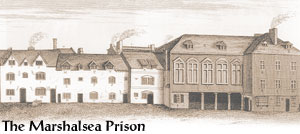
Боргова в'язниця Маршалсі

Найголовніше уособлення в'язниці в романі „Крихітка Дорріт“ — це, звичайно, боргова в'язниця Маршалсі. Вона двічі стає центром подій книги: спочатку як місце ув'язнення Вільяма Дорріта, потім — Артура Кленнема, який, по суті, врятував його. В'язниця виступає як сила, яка деспотично втручається в особисте життя героїв, робить його публічним, виносить на загальне обговорення. Вона малюється Дікенсом як щось принципово анти-індивідуальне, що загострює особистість, заперечує ідею самостійності людини, її права на приватне життя. Образ в'язниці в „Крихітці Дорріт“ досягає у міру розповіді високого рівня узагальнення, поширюючись на весь світ, внаслідок чого виникає відчуття втілення всього оточення як в'язниці. Вся сюжетно-композиційна структура книги підпорядкована цій ідеї. Роман відкривається в'язничними сценами: камерою з Ріго і Кавалето, а також карантином, куди потрапило сімейство Міглзів і Артур Кленнем, повертаючись на батьківщину.
Найбільш відчутний розвиток цього символу в сюжетній лінії містера Дорріта і його сім'ї. В'язниця набуває значення психологічного тиску обставин, що приводить до морального занепаду. Вперше з'являється ця властивість, коли описується поступова зміна характеру містера Дорріта у в'язниці. Після слів доктора, який стверджував, що в'язниця охороняє від неприємностей зовнішнього світу, автор говорить про містера Дорріта:
Боржник, треба сказати, був людиною зовсім іншого складу, ніж доктор; проте він вже почав рух по колу, яке, хоча і з іншого боку, повинно було привести його в ту ж точку.
Рух по колу в одну і ту ж точку (англ. travel, by his opposite segment of the circle to the same point) ріднить містера Дорріта з в'язнями Марсельської в'язниці (містер Баптист, здійснюючи свою подорож, теж ніби окреслює коло), повторюються також образи замкнутого простору (англ. in lock, locked up), ключа. Фатальний рух по колу, з якого неможливо вирватися, стає одним з супутніх символів в'язниці. Символ в'язниці привносить у психологічну тему момент неминучості негативного впливу обставин. Навіть ставши багатим, містер Дорріт зберігає цю тінь, залишаючись, по суті, тим же в'язнем обставин. Крихітка Дорріт думає про батька:
В закидах, які довелося вислухати, в усій поведінці батька з нею, вона впізнавала знайому їй тінь в'язничної стіни. Тепер тінь виглядала по-іншому, але зате це була все та ж зловісна тінь.
Символ „в'язниця“ відображає егоїзм героя, не здатного побачити страждання інших людей і власну безвідповідальність, небажання зрозуміти гірку правду про своє життя. Тільки перед смертю, коли до містера Дорріта приходить усвідомлення своєї провини перед дочкою і подвиги її любові, зникає з його обличчя „тінь в'язничних ґрат“. Символ „в'язниця“ проходить і через інші образи. Про Едуарда Дорріта, безладного ледаря, сказано:
… цей злощасний Тіп всюди бере з собою стіни в'язниці, і розставивши їх навколо себе, перетворює будь-який заклад або підприємство в якусь подобу в'язничного двору.
Навіть Емі Дорріт опиняється під впливом в'язниці, її лякає світ за стінами Маршалсі, вона намагається виправдати егоїзм і хизування свого батька, і відчуває на собі „тінь в'язничних стін“
Тільки в цьому одному і позначився на Крихітці Дорріт згубний вплив в'язничної атмосфери. Її сумнів, народжений гарячим співчуттям до бідного в'язня, її батька, було першим і останнім слідом в'язниці, який Артуру довелося в ній помітити.
Це значення символу як руйнування особистості розвивається в сюжетних лініях міс Уейд і Генрі Гоуена. Будинок міс Уейд має ознаки в'язниці. Тут присутні мертві предмети: позолочений столик, „позолота на якому зблякла, як торішні квіти“; трюмо, „таке каламутне, точно в ньому за помахом чарівної палички застигли всі дощі і тумани“. Сама господиня також постає як людина, яка сховала за „вуаллю“ свою справжню пристрасну сутність, яка вгадується, „як під покривалом вгадуються форми оповитого ним предмета“. Образ міс Уейд підкреслює новий сенс в символі „в'язниця“ — в'язницею може стати сама натура, яка, в силу пристрастей або обмеженості, заважає людині бачити істину і прирікає її на самотність. Символ „в'язниця“ стосується і образу Генрі Гоуена. Він звик не думати про гроші і жити, як всі Поліпи. Опинившись у скрутному становищі, Генрі Гоуен не рахується з реальністю і почуттями інших людей. Його егоцентризм і нездатність мислити самостійно заважають бачити зло, яке він заподіює іншим і, насамперед, своїй дружині. Проводячи аналіз його характеру, письменник підкреслює його егоцентризм, вводячи образ незатишного будинку Гоуена у Венеції.
Під банком знаходилося приміщення з кількох кімнат з залізними ґратами на вікнах — ні дати, ні взяти в'язниця для щурів, які провинилися.
Символічне значення набуває в'язниця і у зв'язку з Артуром Кленнемом. Він виріс в будинку без любові і тепла і продовжує відчувати на собі печать похмурого будинку батьків. Всі його думки пов'язані з таємницею його матері і таємнициею цього будинку. Він постійно порівнюється з в'язнем, нездатним позбутися цих думок.
Уявіть собі злочинця, приреченого вічно гойдатися в човні, прикованому до середини річки, над тим місцем, де він втопив свою жертву; хвилі біжать і біжать повз, а перед ним весь час маячить на дні нерухоме тіло і лише злегка змінює свої моторошні обриси, то розтягуючись, то звужуючись під брижами води. Так і Артур у вирі дум і турбот, які постійно змінювали одна одну, весь час бачив один зловісний, нав'язливий образ і не міг піти від нього, як не старався.

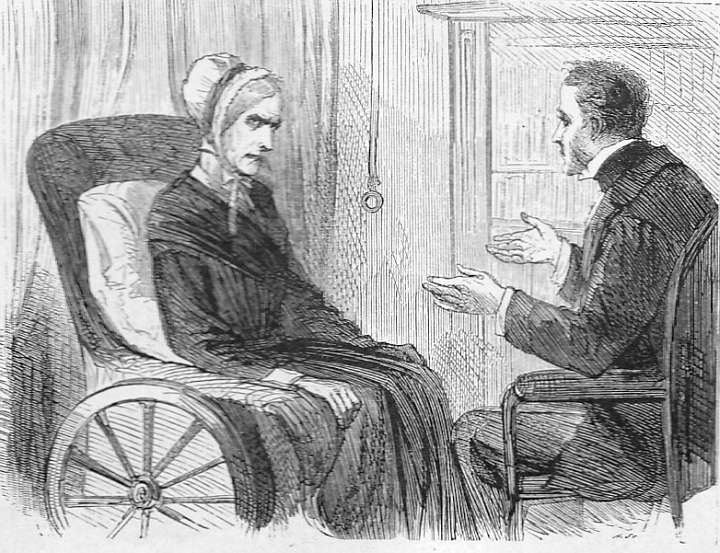
Для місіс Кленнем „в'язницею“ стає інвалідне крісло. Ілюстрація „Фіза“

Символіка розвивається також в лінії місіс Кленнем. Відразу ж звертає на себе увагу гнітюча атмосфера її будинку, де звучать ті ж мотиви розкладання, що в описі Марсельської в'язниці і Лондона. Відвідуючи місіс Кленнем, будь-який персонаж, вже підходячи до садиби, відчуває цю гнітючу атмосферу, чому сприяють такі епітети як „вкриті пліснявою стіни“, „церква без парафіян“, „наглухо замкнені ворота причалів і складів“, „каламутний потік річки“ і, нарешті, „будинок, покритий чорною кіптявою, що самотньо стоїть в глибині двору“ — дім місіс Кленнем. В'язнична атмосфера, підкреслена лейтмотивами розкладання, відчувається і всередині будинку: тісна темна комора, що нагадує Артуру пекло, зловісний годинник, а потім з'являється сама місіс Кленнем і образ в'язниці, який до цього передавався лише через схожість в описі предметів, набуває зримі форми. Місіс Кленнем, дорікаючи Артуру за спробу з'ясувати секрет батька, вигукує: „Але нехай він подивиться на мене, ту, що знаходиться у в'язниці, в рабстві в цьому місці!“ (англ. But let him look at me, in prison and in bond here). В'язниця стає відображенням не тільки фізичної ізоляції місіс Кленнем. З одного боку, з'являється ідея замкнутості її душі, неможливості проникнути в почуття і думки місіс Кленнем, відгороджені від оточуючих, а з іншого — ідея обмеженості особистості, яка ізолювала себе від нормальних людських почуттів і турбот. Це відчувається в зовнішності героїні, в якій проступає незмінна холодність, на її обличчі постійна маска суворості, що додає схожості з в'язничними стінами.
Холодний погляд її сірих очей, холодна сивина волосся, нерухомість рис, таких же застиглих, як кам'яні складки на оборці очіпка, — все це викликало думку, що їй, яка не знає зміни простих людських почуттів, природно було не помічати зміни пір року.
Артур Кленнем відчуває „глуху стіну“ (англ. brazen wall), яка заважає йому зрозуміти матір і прийти їй на допомогу. Ідея ізоляції від навколишнього світу і, отже, від почуттів і думок, що хвилюють звичайних людей, ріднить місіс Кленнем з містером Доррітом, що бачить в ув'язненні перешкоду, яка охороняє його від життєвих неприємностей. Місіс Кленнем зізнається в одному з епізодів:
Якщо є щось втішне в моєму багаторічному ув'язненні в її чотирьох стінах, але якщо може бути тут що-небудь втішне для мене, так це те, що, позбавлена радощів зовнішнього світу, я в той же час позбавлена від знання деяких речей, які мені знати не хотілося б.
Таким чином, в символі „в'язниця“ з'являється думка про якусь штучну філософію, про особливий світогляд, який охороняє людину від небажаних реалій, як в'язниця охороняє в'язнів від різноманітних явищ. Тому крах будинку — в'язниці місіс Кленнем відбувається лише тоді, коли її жорстока філософія всіма відкинута і вказує на те, що справжньою її в'язницею була помилкова догматична, жорстока релігія, що служить їй для виправдання власних низьких пристрастей, які вона не в змозі подолати.
Влада в романі розглядається не тільки на державному, а й на особистому локальному рівні. Зі спогадів Артура Кленнема відомо, якою владою володіла місіс Кленнем над чоловіком і сином. Її будинок — цілий ланцюжок владних тиранів. Флінтвінч впливає на літню господиню, разом вони тероризують служницю Еффері. Для місіс Кленнем в деякому роді в'язницею стає інвалідне крісло, а також будинок, межі якого вона покинула тільки перед смертю. Для банкіра Мердла власний будинок нагадує тюремне ув'язнення — не випадково Дікенс кілька разів акцентує увагу читача на золотій клітці папуги в будинку Мердла. По суті справи Фредерік Дорріт виявляється заточеним в оркестровій ямі театру. Садиба Міглзів — в'язниця для Теттікорем, яка, втекла від господарів і опинилася у владі міс Уейд. Абсолютно схожий з в'язницею робітний будинок, куди добровільно, щоб не стати тягарем для сім'ї, пішов старий Плорніш.
Звернення до проблеми існування людини в системі владних відносин показує, що Дікенс зовсім не був політично байдужий. Однак у своєму творі він звертається не до поточних політичних подій. Його погляд на суспільство і його складові, в тому числі на сім'ю і міжособистісні відносини, в романі „Крихітка Дорріт“ ускладнений особливою увагою до проблеми свого роду архетипу влади, її онтологічних і аксіологічних аспектів. При цьому необхідно пам'ятати, що письменник ставить і проблему бунту проти придушуючої і спотворюючої людину влади.

### Гроші
Гроші — це найважливіша тема для всіх реалістів XIX століття і одна з головних у всій творчості Дікенса. У романі „Крихітка Дорріт“ вона набула ще глибшого трактування. У цьому творі вперше з такою силою і переконаністю було показано ненадійність успіху, драма краху, втрати ілюзій. Відчувається глибоке розчарування Дікенса в суспільстві, неприязнь до Англії і Лондону, його гнітючі сумніви в сенсі життя. Сам контраст в назві книг — „Бідність“ і „Багатство“ — вказує на значення грошей в розповіді.
Розглянути вплив грошей на долі героїв роману можна на прикладі комерсанта Мердла. Його зовні малопомітна фігура грає важливу роль в розповіді. У всіх на очах цей персонаж — справжня посередність і буденність — перетворюється на велику людину, в опору нації і держави. Його прославляють, до нього підлещуються. „Моральна недуга не менш липуча, ніж недуга тілесна…“ — зауважує автор у розділі XIII „Епідемія зростає“ з приводу стрімкого піднесення містера Мердла. Навіть у Подвір'ї кровоточивого серця „де кожен гріш був розрахований заздалегідь“ ця персона викликала неймовірний інтерес, не пробудивши при цьому недовіри до його фінансових махінацій. Тут, на свій, вельми багатозначний лад тлумачили фінансові можливості і форму підприємницької діяльності містера Мердла. Розповідали, наприклад, що він ніби „хотів купити весь уряд, та розрахував, що це невигідно: мені, каже, великих прибутків не треба, але у збиток, говорить, я теж купувати не можу. Подвір'я кровоточивого серця“. Це тлумачення простими людьми реальних можливостей великого фінансиста передає дійсну залежність держави від влади капіталу і грошей.
У „Крихітці Дорріт“ ідея про те, що гроші можуть принести щастя і добро, ще присутня в попередньому романі „Холодний дім“ остаточно руйнується. Емі Дорріт не бажає мати гроші, можна сказати, боїться їх, — вона спеціально плутає заповіт з порожнім папірцем. Вона не хоче бути багатою, бо розуміє, що Артур не одружиться з багатою спадкоємицею. Щастя для героїв Дікенса в іншому: у праці на користь іншим.

### Подвір'я кровоточивого серця
Подвір'я кровоточивого серця — це невеликий квартал, населений знедоленими і пригнобленими людьми. Цим образним найменуванням Дікенс позначає стан життя в кварталі бідноти, де „нема на чому відпочити хоча б одному з п'ять людських почуттів“, і висловлює своє ставлення до цього тяжкого соціального явища. В існуванні Подвір'я кровоточивого серця винне Міністерство Тяганини, яке обтяжує його жителів непомірними банківськими рахунками та податками. Тугіше паралель винності можна провести в іншому романі Дікенса того ж періоду — в „Холодному домі“ (1853) — де нетрі Самотній Том — породження Канцелярського Суду. Домовласник кварталу — містер Кесбі — розглядає свої володіння як джерело гарного прибутку. Він витискає з мешканців останні гроші, причому робить це не своїми руками, а за допомогою вірного помічника Панкса.
Подвір'я кровоточивого серця — не результат творчості Дікенса, а квартал, який дійсно існував у Великій Британії вікторіанської епохи, жителі якого, справді, стикалися з описаними у творі проблемами. У романі викладено кілька версій походження назви району:
- Версія про те, що тут колись було здійснене вбивство.
- Версія, яка говорить, що в кварталі жила дівчина, яку батько ув'язнив за те, що та, зберігаючи вірність своєму коханому, опиралася шлюбу з обранцем батька. За словами легенди, ця дівчина до смерті сиділа біля вікна за ґратами і співала пісню про своє поранене серце.
- Версія, в якій стверджується, що кровоточиве серце можна побачити на гербі древнього роду, чиї володіння колись тут знаходилися.

Однак існував і інший варіант походження назви, який Дікенс не описав в книзі. Згідно з старою лондонської легендою в часи Єлизавети Першої тут проживав сер Вільям Хеттон — знатний вельможа і лорд-канцлер — чия дружина нібито продала душу дияволу. Князь Пітьми прийшов забрати борг прямо під час розкішного прийому, який давало подружжя Хеттон. На очах у переляканих гостей, він схопив господарку будинку, розірвав на шматки і забрав з собою, залишивши лежати на землі її кровоточиве серце, що б'ється. На честь єдиного вцілілого органу і було названо це подвір'я.

## Інтерпретація

### Галюцинації місіс Флінтвінч

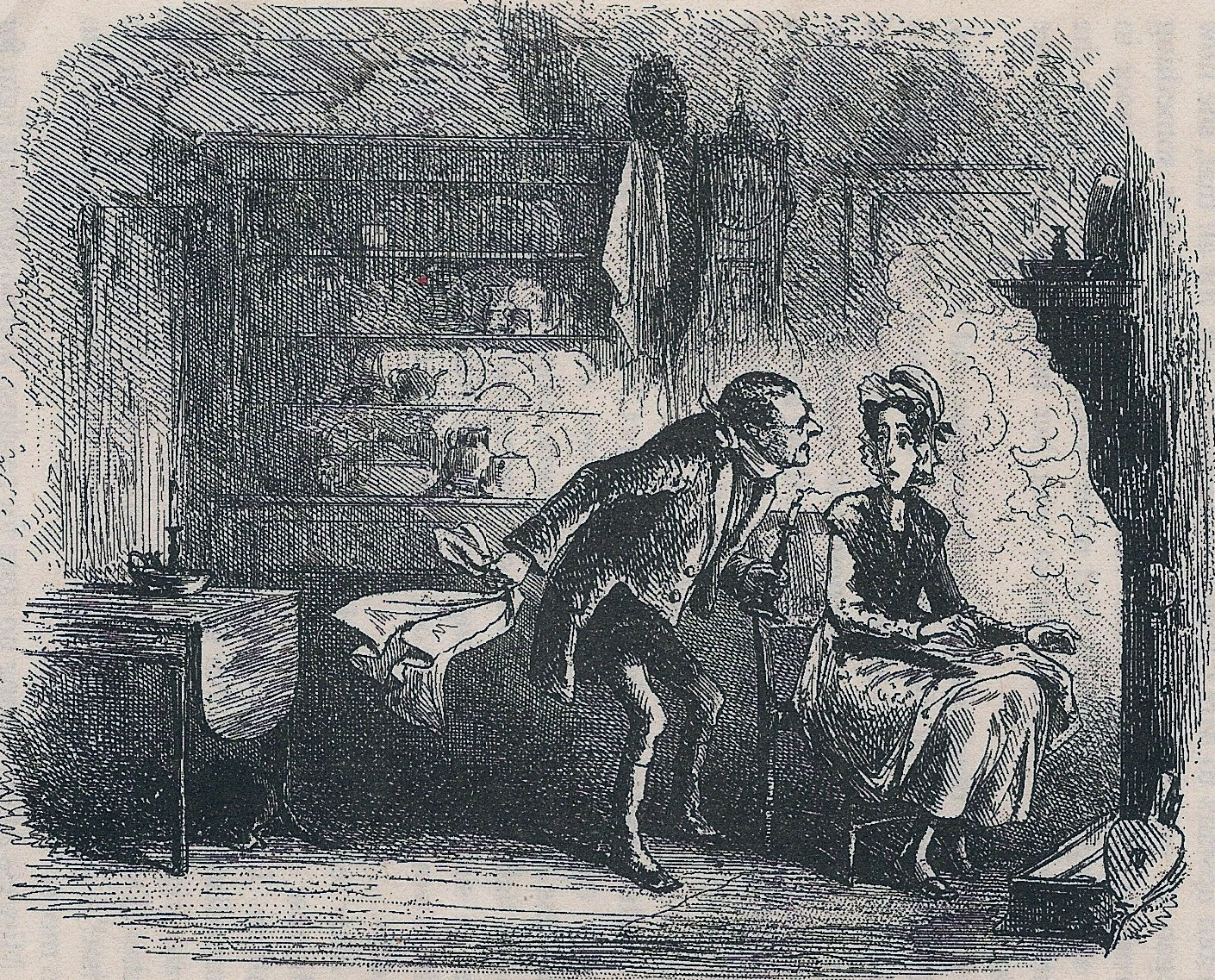
Єремія Флінтвінч і Еффері після чергового сну

Протягом усього роману Еффері Флінтвінч має зорові і слухові галюцинації, які виражаються в безглуздих снах і шумах в будинку місіс Кленнем. Її перший сон описаний в четвертому розділі книги першої. У сні вона бачить Єремію і його двійника, який, випивши за здоров'я якоїсь пані, йде, несучи з собою залізний ящик. У розділі XXX „Слово джентльмена“ загадка двійника підтримується тим, що Ріго приймає містера Флінтвінча за когось іншого. У розділі XV місіс Флінтвінч знову бачить сон, в якому наведена розмова матері Кленнема з Флінтвінчем, про таємниче минуле її чоловіка, а також про обставини життя Крихітки Дорріт. У подальшому сновидінні Еффері стає свідком того, як місіс Кленнем проявляє щиру турботу та увагу до Крихітки Дорріт, а наприкінці навіть по-материнськи цілує її. Цим епізодом автор наводить читача на думку про те, що мачуха Артура піклується про Емі Дорріт зовсім не випадково. Роль всіх цих видінь стає зрозумілою у розв'язці роману, коли Ріго Бландуа погрожує розкрити таємницю місіс Кленнем. Першою розкривається таємниця двійника. З'ясовується, що під ним мався на увазі брат містера Флінтвінча, від якого він отримав ящик зі справжнім заповітом. Слідом ліквідується загадка про взаємини подружжя Кленнемів, а також про минуле Кленнема-старшого. Ріго розповідає „історію одного дивного шлюбу, однієї дивної матері“. Флінтвінч намагається втрутитися, але його перебиває Еффері:
Я чула в своїх снах про батька Артура і його дядька. Це було ще до мене, але я чула в своїх снах, що батько Артура був жалюгідною, нерішучою, переляканою людиною, що у нього з дитинства виїли душу, що дружину йому вибрав дядько, не питаючи його бажання.
Ріго продовжує розповідь і повідомляє про те, що незабаром після весілля дружина викриває чоловіка в зраді і страшно мстить суперниці. Дядько батька Артура, вмираючи, розкаявся і залишив, каже Ріго, „тисячу гіней красуні, яку ми заморили … Тисячу гіней дочці її покровителя, якби у п'ятдесятирічного старого народилася дочка, або якби не народилася, молодшій дочці його брата“. Підтверджується здогадка Еффері про не випадковість піклування мачухи Артура про Крихітку Дорріт. Місіс Кленнем не видає гроші, які їй належать по праву, але все ж допомагає дівчині. Таким чином, автор через сни місіс Флінтвінч дає читачеві натяки, що розкривають деякі таємниці. За допомогою Еффері Дікенс долає роботу з утвердження першої частини негативної паралелі, тобто, того що „сон“ був „дійсністю“. Сни це нове іронічне мотивування замість старого прийому підслуховування. Інший приклад галюцинацій місіс Флінтвінч це незрозумілі звуки в будинку місіс Кленнем. Вперше вона почула їх у тому ж розділі, в якому бачила перше сновидіння.
Їй здавалося, що точно такий шум злякав її минулого тижня, загадковий шум: шурхіт сукні та швидкі квапливі кроки, потім поштовх, від якого у неї завмерло серце, наче підлога затрусилася від цих кроків, і навіть чиясь холодна рука доторкнулася до неї.
Потім шум, якщо такий був, припинився. Повторно вона мала галюцинації, коли в будинок Кленнемів прибув Ріго. Своїм описом шум нагадував „шелест, шурхіт падіння якоїсь сухої речовини“. Однак цього разу його відчула не тільки Еффері, а й Ріго. У тому ж розділі, при спробі відкрити двері, Еффері відчувала труднощі, відчувши, що хтось утримує її з іншого боку. Всі ці події викликали у старої помилкове припущення про те що „в домі когось ховають“. У той же час даний нею технічний опис, наприклад, словами „хто ж… проводить лінії на стінках?“ вказують читачеві на цілком реалістичне пояснення: будинок осідає і може зруйнуватися, а під „лініями на стінах“ маються на увазі тріщини. Отже, сни і шуми в будинку місіс Кленнем готують читача до розв'язки роману і дають йому здогадки, що дозволять розкрити істину. Крім цього, сни також демонструють результат знущань Єремії над дружиною: його деспотична влада перетворює життя Еффері в сон.

### Три ознаки занепаду країни

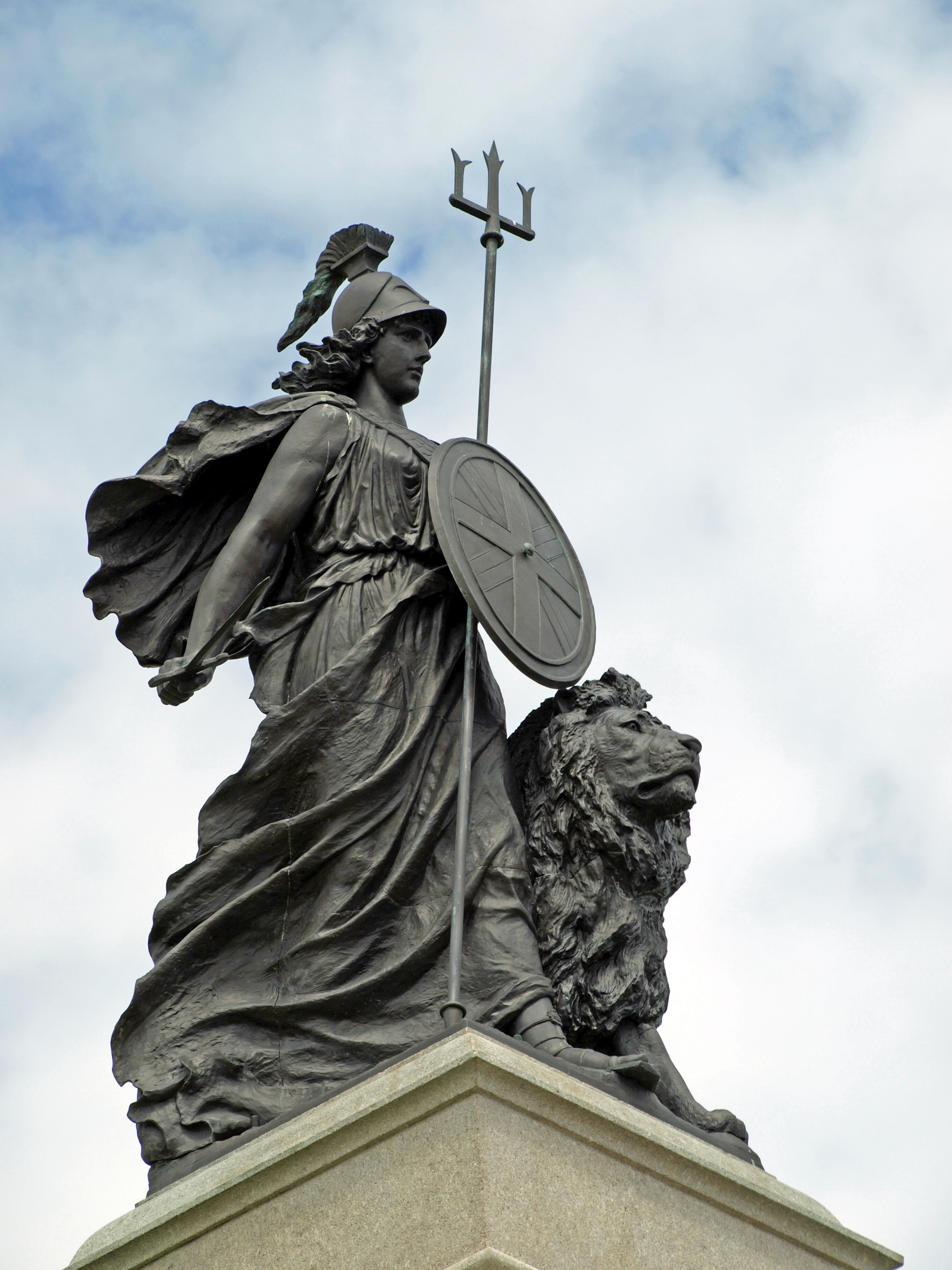
Статуя „Британія“ у Плімуті

Фронтиспіс Хеболта Брауна до першого випуску „Крихітки Дорріт“ у журналі „Домашнє читання“ красномовно представляє Британію. Вона зображена тут в оточенні свити, якою керують два сліпі дідусі. Натовп добирається до вказівного стовпа, який направляє їх у протилежному, потрібному їм напрямку. Позаду видніється колона чоловіків. Далі виступає Британія, яку супроводжує група добре одягнених панів з самовдоволеними посмішками. За фалди одного з них чіпляється маленький чоловічок, на фалді якого висять двоє інших, які скорчені так, що нагадують тварин. Майже в кінці процесії знаходяться група няньок і дітей — вони символізують нове покоління. Посеред цих людей на возі сидить сумна постать Британії з головою, опущеною на руку, яка своєю чергою спирається на щит, що лежить на її колінах разом зі злегка піднесеним тризубом. Так показано Британію в романі Дікенса, не як високу жінку в шоломі з гордо піднятим тризубом і щитом, правительку морів, а як нещасну знічену особу, оточену безліччю бездарних і дурних людей.
В іншому вигляді представлено Британію у двадцять третьому розділі книги другої. Артур приїжджає відвідати свою матір і стикається з Еффері, „яка, стоячи з довгою виделкою в руці, нагадувала собою алегоричну фігуру, тільки на відміну від більшості подібних фігур, сенс алегорії був тут абсолютно зрозумілий“ (англ. who, with the kitchen toasting-fork in her hand, looked like a sort of allegorical personage, except that she had a considerable advantage over the general run of such personages, in point of significant emblematical purpose). На думку Пітера Престона, це зображення, де доблесний тризуб перетворюється на виделку для тостів, пояснює читачеві, що Еффері, одна з найменш кмітливих героїнь роману, однак, здогадується про таємницю будинку місіс Кленнем, в той час як ніхто не звертає на неї анінайменшої уваги. Цей комічний образ Британії служить Британії псевдо-героїчною, — жорстокою місіс Кленнем, яка на ілюстраціях Фіза виглядає неймовірно манірною в інвалідному кріслі. Таким чином, весь будинок місіс Кленнем уособлює собою Велику Британію, яка, як і вона, готова обрушитися в будь-який момент.
Третя ознака відображається в бесіді пана Міглза та Деніеля Дойса, який тільки повернувся з Франції та Росії, де його винахід було визнано по достоїнству. З цього приводу містер Міглз дав коментар: „Англія в цьому питанні як собака на сіні: сама не шанує своїх вірних синів орденами і не дозволяє їм красуватися тими, що подаровані в чужих краях“ (англ. a Britannia in the Manger — won't give her children such distinctions herself, and won't allow them to be seen, when they are given by other countries). Пітер Престон бачить у цьому відчайдушний заклик Дікенса до батьківщини, яка нездатна повністю використовувати весь потенціал свого народу.

### Релігійні мотиви
Мачуха Артура Кленнема — місіс Кленнем, незважаючи на хворобу, яка прикувала її до інвалідного крісла, володіє гострим розумом, залізною волею і незвичайною діловою хваткою. Її жорстока релігія перекручує справжні релігійні поняття, за якими вона ховається. Будучи непохитною моралісткою і ярою прихильницею доктрини про посмертну відплату за гріхи, місіс Кленнем все ж поступається спокусі помсти і ховає заповіт, за яким Емі Дорріт переходить 2000 гіней. У глибині душі вона сама не може знайти виправдання своєму вчинку, що підкреслюється станом її фізичного здоров'я. Спочатку місіс Кленнем прикута до інвалідного крісла і тільки в кульмінаційний момент вона знаходить деяку свободу, щоб перший і єдиний раз повністю висловивши себе, спробувати переконати у своїй правоті і отримати виправдання своєму вчинку. „Слухайте мене!“ — Закликає вона, приступаючи до своєї розповіді, що ще більше підкреслює схожість з проповідником, який кличе за собою. Від Крихітки Дорріт вона отримує прощення, але не виправдання. Це звучить як винесення вироку. Після цього „вона ніколи більше не могла підняти палець“, тобто назавжди втратила владу над живими. Очевидну алюзію з біблійним судом підкреслюють образні деталі, супроводжуючі сповідь місіс Кленнем. Насамперед, у вирішальній сцені, в якій Еффері обіцяє „так закричати, що мертві прокинуться“, що фактично і відбувається, коли оживають минулі таємниці цього будинку. Характерний опис самої місіс Кленнем у момент, коли вона піднімається зі свого крісла: „Всі троє відчували себе так, ніби у них на очах піднявся з могили мрець“ (англ. All three of them felt as if they had got in front of the graves of the dead). Всі ці елементи яскраво виявляють типологічний символізм у творчості письменника і ілюструють ідею „саморуйнівного зла“, що проявилася в цей період. В образі місіс Кленнем, що підпала під вплив негідника Бландуа, Дікенс викриває властиву кальвіністам віру у свою обраність, що веде до непомірною гордині і самообдурення. Справжні ж християнські ідеали — любов і турбота про ближніх — в „Крихітці Дорріт“ дають людині можливість позбутися негативного впливу в'язниці і перемогти особистості вплив обставин, як це відбувається з Емі Дорріт і Артуром Кленнем.

### Літературна характеристика
Розповідь у романі ведеться від третьої особи за винятком кількох розділів, в яких розповідь йде від першої особи. У „Крихітці Дорріт“ Дікенс використовує численні літературні прийоми, наприклад, такі як іронія, переходить у сарказм, повтори, перехрещення, параллелизми, інверсія, пародія і стилізація. Всі ці стилістичні методи працюють на створення фантасмагоричної картини світу, яка відчужує людину від реальних проблем життя. Головною жертвою цієї суспільної системи, керованої владою багатих, стає „маленька людина“, захисником якої і виступає Дікенс. У його час в літературі дебатувалася проблема героя. Пануюча тоді концепція письменника і філософа Томаса Карлейля про культ сильної людини, чимраз більше поступалася концептуальній теорії, яка бачила людину як предмет і спосіб роздумів про повсякденні труднощі і помилки. На думку Роберта Браунінга, почала виникати одна з головних рис вікторіанського часу: героїзація повсякденності і непомітних людей. Це явище багато в чому було пов'язано з розповсюдженням в Англії середини XIX століття лібералізму, внаслідок чого основний акцент робився на індивідуальній свободі і відповідальності кожної людини. Саме така „маленька людина“ була поміщена Дікенсом у художньо-ідейний центр роману „Крихітка Дорріт“.
У „Крихітці Дорріт“, як уже було сказано вище, Дікенс використовував безліч типових для нього літературних прийомів. До одного з них — сатиричному протиставленню — автор вдається при описі службовців Міністерства Тяганини. Він називає дурість Поліпів „найбільшою мудрістю“ і навіть „геніальністю“, їх бездіяльність — „діяльністю“, а прояв повної байдужості до інтересів народу — „громадською службою“. Також Дікенс при виборі імен для головних образів роману використовував популярний тоді прийом „промовистих імен“: в англійському варіанті прізвища Поліпів і Чванінгів звучать як „Barnacles“ і „Stiltstalkings“, що буквально означає „невідчепні люди, ті, що прилипають“ і „ті, що гордо ходять на ходулях“. Слово „circumlocution“, обране Дікенсом для назви міністерства, навіть стало прозивним. Крім всього цього опис картини сучасної Великої Британії Дікенсом відбувається за допомогою системи контрастних образів. Порівнюючи верхні і нижні шари британського суспільства, він розкриває глибокі протиріччя, що характеризували англійське „процвітання“: Міністерство Тяганини і нетрі Лондона; Подвір'я кровоточивого серця і чванство вищого світу; праця винахідника і махінації банкіра.
Крім всього вище зазначеного, як ще один стилістичний прийом службовця для передачі атмосфери і переживання героїв використано опис природи і навколишнього ландшафту. Автор пише про сучасне міське життя Лондона, аж ніяк не розм'якшуючи фарб. У ранніх творах Дікенса місто постає як нова природа XIX століття, настільки ж невичерпною, настільки ж плідною для фантазії художника за своїми настроями як справжня природа лісів і полів. Автор говорить про дощ і його вплив на місто в таких виразах:
У селищі дощ викликає тисячі свіжих ароматів і кожна крапля його з'єднується з світлим уявленням про прекрасні форми життя і його розвитку. У місті він викликає тільки посилений сморід.
Цікаво, що і італійський ландшафт охарактеризований в похмурих фарбах: жалюгідні села з населенням, що гинуть у злиднях і цілі міста палаців „населених полчищами ледачих солдатів шпигунів і попів“. Тема бруду каліцтва антиестетичності сучасного життя набуває все більшого значення в „Крихітці Дорріт“ Дікенса. Дійсність постає тут ніби в забрудненому, безнадійно зіпсованому, спотвореному вигляді. Звичайно, зустрічаються і комічні моменти, коли умовна міська „природа“ пародійно обіграється, але в цьому вони становлять виняток. Сюди відноситься, наприклад образ Джона Чівері, сина тюремника, закоханого в Емі. Джон, який отримав відмову, у години невтішного горя сидить на стільці в крихітному дворику, посеред розвішаної мокрої білизни, яка замінює йому дерева поетичного гаю. У „Крихітці Дорріт“ благополуччя обрушується на сім'ю Дорріт в самій середині роману. Цей несподіваний сюжетний хід надзвичайно цікавив самого письменника, оскільки він очікував від нього великого ефекту. На самому початку роботи над книгою Дікенс писав Форстеру:
Я ще не вирішив остаточно, але у мене грандіозна ідея — обсипати сімейство Дорріт грошима. Їх поведінка була б дуже цікавою. Я сподіваюся, що фігура Дорріта буде однією з найсильніших в романі.
Очікування автора виправдалися. Зображення старого Дорріта, який змінив поблажливість патріарха на зарозумілу неприступність багатія, так само як пишний розквіт огидних якостей Фанні та Тіпа збагатили всі ці образи. Але особливо цікава зміна в Крихітці Дорріт. Вірніше сказати, особливо цікаво було те, що з нею не сталося ніякої зміни. Вона тільки силою обставин відірвана від сім'ї, відчужена від неї. Крихітка Дорріт не може розлучитися зі своєю старенькою сукнею, зі своєю працею, зі своїми незмінними турботами про всі хворих і скривджених, про батька. Тому життя в достатку, серед покоївок та гувернанток, є для неї втратою її власної сутності. Характерно, що у сні Крихітка Дорріт повертається до колишніх турбот і інтересів:
Мені снилося, наприклад, що я йду вниз до місіс Дженерал у старій сукні з латками, — тій самій, в якій я починаю себе пам'ятати. Снилося і багато разів, що я за обідом у Венеції, де у нас бувало багато гостей в тій самій траурній сукні, яку я носила після смерті матері <…> я залишалася маленькою дівчинкою і продовжувала сидіти за столом і з занепокоєнням вираховувати, у що нам обійдеться цей обід, як ми зведемо кінці з кінцями.
І під час подорожі Крихітка Дорріт зупиняє погляд не так на розкішних палацах, а на бідних хатинах, на бідних дітях і старих:
… біля поштових станцій і в інших місцях зупинок, ці жалюгідні створіння здавалися їй єдиними реальними явищами з усього, що вона бачила; і нерідко, роздавши всі свої гроші, вона задумливо дивилася на крихітну дівчинку, яка вела за руку сивого батька, як ніби це видовище нагадувало їй щось знайоме з минулих днів.
Як і у всіх соціальних романах Дікенса 1850-х років в „Крихітці Дорріт“ можна відзначити зайву розтягнутість у другій частині і авантюрно-соціальні мотиви до кінця книги. Розпочата як гостро сатиричний памфлет, вона поступово набуває відтінки детектива, перемикаючи увагу читача з Міністерства Тяганини на таємницю пані Кленнем. Це пов'язано з тим, що її автор, піднявшись на велику висоту в узагальненому зображенні дійсності, зіткнувся з проблемою пошуку протиставлення для викритого ним соціального зла. Єдине, що йому вдалося використати — це абстрактні заклики до альтруїзму, в який сам письменник, проте, переставав вірити. Наслідком усього цього стала диспропорційність між негативною і позитивною частинами роману. З початку 40-х років вся творчість Дікенса і, зокрема, „Крихітка Дорріт“ почали розглядатися з позиції фрейдизму. Особливий інтерес викликає підхід до творчості Дікенса професора Оксфордського університету Хауса Хауза. Спочатку, в книзі „Світ Дікенса“ (1942) він пояснив викривальні мотиви в романі письменника, виходячи з аналізу історичної обстановки епохи чартизму. П'ятьма роками пізніше дослідник переглянув своє ставлення до Дікенса з позицій психології і прийшов до висновку, що особливості зображення дійсності пов'язані з приниженнями, пережитими письменником в дитинстві. Використовуючи термінологію Фрейда, Хаус говорить про наявність у Дікенса комплексу неповноцінності і як наслідок патологічного самолюбства. У середині XX століття представник фрейдистського „соціологізму“ Лайонель Тріллінг згадав про те, що в „Крихітці Дорріт“ прихована ідея про роль травмованого дитинства в боротьбі зрілого індивідуума з „моральною в'язницею“. Таким чином, розвиток сюжету твору є не що інше, як пошук звільнення „я“ з „моральної в'язниці“ — комплексу неповноцінності.
Роман побудований на кількох одночасних діях, зв'язок між якими досягається шляхом участі дійових осіб однієї лінії в дії іншої, і загальним місцем, де поселяються герої, так, Кленнем проживає в Подвір'ї кровоточивого серця, тут живе і містер Кесбі та італієць Батист. Основу фабули твору складає любов Емі Дорріт і Артура Кленнема, історії збагачення і розорення Доррітів і шантажу Ріго, який загрожує викрити місіс Кленнем. Під час розповіді Дікенс ставить перед читачем ряд таємниць, які йдуть через весь роман і розкриваються тільки в останніх розділах. Звичайно, вони розташовані не суцільно, між ними лежать інші розділи, що не містять нових таємниць. Техніка роману таємниць охоплює всі формальні елементи твору. Підкресленням загадки іноді закінчується розділ. Таємниці наприкінці ніби гарантують подальший розвиток сюжету, але при цьому їх розгадка, як правило, умовна. Ось що про це пише Честертон:
Похмурий будинок, де Артур Кленнем провів дитинство, діє на нас найгнітючішим чином. Це воістину справжній куточок пекла, населений дітьми, жертвами того виду мук, який теологи називають кальвінізмом, а просто християни — культом сатани. У цьому будинку, на моє глибоке переконання, було здійснено жахливий злочин, блюзнірство або ж людське жертвопринесення, напевно, набагато більш жахливе, ніж знищення якогось дурного документа на шкоду інтересам настільки ж дурного сімейства Дорріт.
Прийом таємниці поширений Дікенсом у „Крихітці Дорріт“ на всі композиційні частини роману, навіть явища, розвиток яких відбувається відкрито, дано як таємницю. Любов містера Кленнема до Бебі теж дана не в простому описі, а у вигляді „таємниці“. Письменник не говорить про цю любов, але при цьому натякає на неї. Наприкінці XVII розділу „Нічий суперник“ йде помилкове тлумачення вчинку Кленнема — він не закоханий, істинне ж тлумачення настрою дано через метафору дощу:
Дощ лив завзято, тарабанив по стрісі, глухо ударяв в розмоклу землю, шумів в чагарнику, в оголених гілках дерев. Дощ лив завзято, понуро. Ніч ніби плакала.
Для розуміння всієї концепції роману дуже важливо усвідомлювати, що він завершується розповіддю про складне щастя Емі і Артура. Крихітка Дорріт, зберігши внутрішню цілісність, залишилася щасливою, не зачепленою антигуманною соціальною машиною. Артур, виживши як особистість у деспотичній обстановці будинку матері, зумів вистояти і в зіткненнях з спотвореною соціально-політичною системою. Дікенсу важливо переконати читача в героїзмі своїх протагоністів, джерело якого — здатність зберігати вірність своєї людській суті. Кінцівка роману також дає підстави припустити, що ставлення автора до добра і зла значно змінилося. Дікенс попереджає про небезпеку розбіжності інтересу людини з інтересами системи, яка існує лише в ім'я самої себе. Разом з тим письменник, завдяки складному оптимізму кінцівки роману, переконує читача, що, коли зовнішній світ ворожий або байдужий, занурення всередину себе, не може гарантувати повний порятунок. Ось чому він робить акцент на любов, яка допомагає людині не замкнутися в собі. Людина в „Крихітці Дорріт“, все-таки, — соціальна істота.

### Місце в творчості автора
Роман „Крихітка Дорріт“, разом з „Холодним домом“ і „Важкими часами“, становить грандіозну трилогію панорами соціальної Великої Британії вікторіанської епохи. Ці твори відкривають зрілий період у творчості Дікенса. Символіка, вже зайняла вагоме місце в „Холодному домі“ і „Важких часах“, набуває тут ще більшу роль. Вона виступає як нова форма реалістичної типізації, яку Дікенс зумів здобути лише після створення великих соціальних фресок. У „Крихітці Дорріт“, як і в „Холодному Домі“ виявляється майже весь спектр специфічних рис письменника, поглиблене розуміння закономірностей життя.
Після роману „Важкі часи“ з його гнітючою атмосферою і схематичністю „Крихітка Дорріт“ була поверненням до насичених життям творів широкого масштабу. У „Крихітці Дорріт“ Дікенс повертається з вигаданого міста Кокстаун в реальний Лондон, опис якого, правда, явно змінився з часів перших міських нарисів Дікенса. В описах його вулиць, мостів, магазинів немає колишньої сентиментальної м'якості і затишку, властивого Лондону ранніх творів письменника. У цьому Лондоні багато що залишилося від неживого, страшного Кокстауна, і минула мальовничість поступилася місцем одноманітності. Якщо порівняти його опис в „Крихітці Дорріт“ і „Ніколасі Нікльбі“, то, перш за все, звертає на себе увагу однотонність, емоційна однокольоровість словесного матеріалу: якщо там розкіш поруч з убогістю, то тут переважають слова: похмурий, потворний, меланхолійний. Якщо в першому уривку автор займає позицію стороннього спостерігача, який любується, не без жаху, грандіозним і мальовничим видовищем, яке йому відкрилося, то тут ніякого милування немає, а є виразно соціальний протест, що звучить.
Схематична конструкція роману „Важких часів“ була непрямим показником нового, песимістичнішого ставлення письменника до світу. Тому природно що, повернувшись у „Крихітці Дорріт“ до старих тем і мотивів, він вже не зумів вдихнути в них минуле життя, не зміг здобути колишнього оптимістичного підходу до дійсності. Міські ландшафти „Крихітки Дорріт“ сповнені смутку і розчарованості. У них майже немає світлих плям. Тут немає вже наївної функції „розкішного життя“, яка є, наприклад, в „Ніколасі Нікльбі“, де багатії зображуються людьми, які можуть весело проводити час. Тут все однаково безрадісно і безнадійно. І якщо в'язниця Маршалсі — огидне, страшне місце без повітря і без світла, — то не менш жахливий і огидний аристократичний будинок містера Тіта Поліпа — будинок, що стоїть у глухому провулку, заваленому гнойовими купами, оточений стайнями і сараями. Фікція розкішного життя, до якої могли прагнути бідняки, зникла з романів Дікенса. Життя банкіра і фабриканта в „Важких часах“ — лише зворотний бік життя робітників Кокстауна. У „Крихітці Дорріт“ відбувається щось подібне. Романтика різдвяних оповідань, з їх поетичними смаженими індиками, освітленими магазинами, розтопленими камінами, вся різдвяна вакханалія — все це пішло в далеке минуле. Від умовного світу домашньої романтики залишилися тільки сумні спогади.
Як і в попередніх романах Дікенса, в „Крихітці Дорріт“ поставлена проблема, найістотніша для його реалізму, — проблема сучасного капіталізму. Якщо порівняти один з одним три останні соціальні романи, то стане ясно, що в „Крихітці Дорріт“ автор досягає якогось більш узагальненого і закінченого погляду на сучасність. Якщо щодо „Холодного будинку“ можна було говорити про те, що Дікенс тільки ставить деякі проблеми, тільки намічає таємницю капіталістичного суспільства, яку йому таки вдається розгадати, то тут перед читачем вже ширша, всеосяжніша концепція капіталізму. По суті, в „Крихітці Дорріт“ повторюється тема провини „Холодного дому“, хоча й набуває більших масштабів. Те, що в Холодному будинку тільки намічалося, отримало тепер широке синтетичне тлумачення і вилилося в закінчену художню форму. У „Холодному домі“ провина Дедлока перед хлопчиком Джо була оповита таємницею якихось ширших опосередкувань, але вони так і не були розкриті до кінця.
Літературні прийоми, ситуації, в яких опиняються головні герої, способи вирішення проблеми — все це схоже в „Крихітці Дорріт“ з попередніми роботам Дікенса. Наприклад, детективний сюжет, пов'язаний із спадком досить часто зустрічається в його романах. У „Мартіні Чезлвіті“, „Ніколасі Нікльбі“, „Олівері Твісті“, „Холодному домі“, „Важких часах.“ Звичайно, в „Крихітці Дорріт“ фігурують різного роду зловісні злочинці, але в той же час жоден з цих творів не може бути беззастережно названий детективним романом. Таємниця, укладена в „Крихітці Дорріт“, яка обволікає суперечливі і контрастні долі багатьох персонажів, зацікавлює читача, спонукає стежити за розвитком фабули. Дікенс береже і зберігає цю таємницю тільки потім, щоб стала явною інша, набагато більш значна таємниця, яка містить істотну і важливу істину і яка для багатьох його персонажів залишається сторонньою і нерозгаданою.
У новому романі Дікенс продовжує розробляти типові фігури головних героїв. До моменту початку роботи над „Крихіткою Дорріт“ йому вже вдалося створити реалістичний тип жінки вікторіанської Англії, але на цьому він не зупинився і продовжив роботу з формування образу ідеальної жінки. Головна героїня твору — Емі Дорріт — описується автором як бездоганна жінка. Вона потрапляє в лещата не тільки матеріальних труднощів, але і складних моральних проблем, які їй доводиться вирішувати самостійно. Її самовіддана любов до батька служить для нього міцною опорою, допомагає переносити тяжкість і гіркоту принизливого становища. Живучи тільки заради свого батька і сім'ї Крихітка Дорріт в глибокому сенсі великодушна і доброї душі людина. Такі філологи й літературознавці як Михайло Котзін і Марія Шваченко, неодноразово порівнювали її з казковим героєм. До такого ж типу ідеальної дівчини можна привести ряд жіночих образів, створених Чарлзом Дікенсом. У романі „Крамниця старожитностей“ образ головної героїні Неллі деякою мірою схожий на фігуру Крихітки Дорріт. Вони обидві виросли в неповних сім'ях, обидві відчувають велику любов і прихильності до батька, проте, їх відрізняє ціла низка відмінностей: Неллі виросла на природі, оточена лісами і чагарниками, а Крихітка Дорріт в похмурих стінах в'язниці. Все життя Неллі супроводжували цікаві життєрадісні люди, у той час як Емі проводила велику частину часу в товаристві нудних боржників, які втратили будь-який сенс життя. І звичайно, зроблено протилежні підсумки цих творів: Крихітка Дорріт знаходить своє щастя, тоді як роман „Крамниця старожитностей“ закінчується трагічною смертю Неллі. Суінберн зазначав цю схожість:
Сама Крихітка Дорріт може бути визначена як маленька Неллі, що стала дорослою… Але саме завдяки цьому вона правдоподібніша, реальніша і патетична…
Образ казкової героїні сюжетно розгорнутий тут набагато більше, ніж в інших роботах. Зазвичай героїням цього типу так і не вдається до кінця твору вирватися зі свого забитого і приниженого стану, тому щаслива зміна в їх житті може бути лише схематичною в кінці.
Ставлення автора щодо міжстатевих зв'язків представників різних соціальних груп у „Крихітці Дорріт“, як і в „Великих сподіваннях“ і „Холодному домі“ неоднозначне. Наприклад, Дікенс всіляко схвалює інтерес Артура Кленнема — представника вищого суспільства, до Емі Дорріт — дівчини, хоч і з високим походженням, але з простим способом життя. Однак, в ситуації з зворотними позиціями, коли бідна людина відчуває любовні почуття до жінки, яка „вище“ його, Дікенс відразу переходить на бік середнього класу. Йому до душі вікторіанське розуміння жінки, що стоїть „вище“ чоловіка. Так Емі Дорріт „вище“ Джона Чівера, Піп відчуває, що Естелла „вище“ нього, Естер Саммерсон „вище“ Гаппі, а Люсі Мане „вище“ Сіднея Картона.
У важких соціальних умовах „Крихітки Дорріт“, коли влада грошей безмежна, а впливові зв'язки вирішують усе, зрозуміло, потрібнен персонаж, який, займає високе положення, але при цьому насправді поводиться гідно. У хід йде повторювана фігура у Дікенса — добра й багата людина. У „Крихітці Дорріт“ ним є містер Міглз, в „Холодному домі“ — Джон Джардніс, в „Девіді Копперфільді“ — Бетсі Тротвуд. У цьому творі Дікенсу вдалося створити, напевно, найвдаліший образ трудової родини — сім'ї Плорніш, — хоча в цілому з персонажами такого типу йому не щастить. Характерна для Дікенса оптимістична кінцівка роману, вельми неоднозначна в „Крихітці Дорріт“ та і в ряді інших пізніх творів. Автор закінчує книгу фразою, яка ніби відділяє головних героїв від зовнішнього світу:
Вони йшли спокійно галасливими вулицями, нерозлучні і щасливі в сонячному світлі і в тіні, між тим як повз них проминали зі звичайним шумом, буйні і зухвалі, нахабні й похмурі, гонорові, пихаті, злісні.
На думку Тамари Сільман, Дікенс йде на „утопічне вирішення конфлікту, звільняючи своїх героїв від вантажу матеріального світу“, його суперечностей і необхідності боротися з ними. Автор усуває їх від ворожого їм світу, щоб ще раз показати наскільки жахлива і антигуманна реальність. Такий фінал не тільки „Крихітки Дорріт“, а й „Важких часів“ і „Холодного дому“. У кінцівках цих романів відчувається песимізм, вкрай властивий пізньому Дікенсу.

### Літературний вплив
Творчість Чарлза Дікенса і зокрема, „Крихітка Дорріт“ великою мірою вплинули на класичну і сучасну літературу. Меланхолійна кінцівка роману, що зображує самотність людини, її загубленість в страшному світі і спроба піти разом з такою ж самотньою, загубленою істотою від жорстоких суперечностей реального життя, стала класичною в подальшій традиції літератури. Цілковитою самотністю закінчує герой роману С. Бетлера „Шлях усякої плоті“. Скорботною, трагічною самотністю закінчує герой роману Граді „Джуд Непомітний“. І навіть коли йдеться, як в „Крихітці Дорріт“, про двох люблячих, що створюють шляхом відходу зі світу своє особисте щастя, такого роду кінцівка завжди звучить слабкою утопічною надією на добрі засади, які ще збереглися в людині в епоху капіталізму і за які все ж герой не здатен боротися активно. Так говорить О. Генрі у фіналі свого роману „Королі і капуста“:
Бо що може бути на світі краще, ніж двоє, що йдуть поруч.
І так розмовляє мовою кіно Чарльз Чаплін в свій картині „Нові часи“, де в самому кінці показані ці двоє, що йдуть поруч, — дві безпорадні постаті, що йдуть вдалину, протиставляють „страшному світу“ свою мрію про краще майбутнє, яке здається їм нескінченно далеким».
Також дослідники звертають увагу на Джоан Роулінг, у якої, в циклі романів про Гаррі Поттера, присутні літературні алюзії, ремінісценції і посилання до пізніх робіт Дікенса. Одним з прикладів літературного зв'язку з ним є перекликання образів Сіріуса Блека у Роулінг і Артуром Кленнемом у Дікенса. Артур — виходець з впливової родини, Сіріус — нащадок стародавнього шляхетного роду. Обидва ненавидять атмосферу рідного дому, їх опис у двох творах майже повністю збігається. Ці будинки населені привидами, проте, у випадка з Артуром Кленнемом — уявними, а у випадку з Гріммолдом Плейсом — реальними. Матері обох героїв, незважаючи на фізичну немічність, дуже владні жінки. І Артур, і Сіріус потрапляють у в'язницю: Артур — у Маршалсі, Сіріус — у Азкабан. Навіть деякі другорядні герої знаходять двійників. Наприклад, ельф Крічер — просто копія Єремії Флінтвінча. Деякі сцени роману схожі з епізодами творів інших авторів. Наприклад, образи світла і тіні, що створюють в романі відчуття земної в'язниці, нагадують поему Семюеля Колріджа «Поема про старого моряка», де образ сонця за ґратами говорив про порушення законів гармонії.
Дослідники кажуть, що творчість Дікенса великою мірою вплинула на російську літературу, насамперед, на Федора Михайловича Достоєвського — продовжувача техніки письменника, а також користувачем схожих літературних прийомів, — який, ставлячи «цікавість навіть вище художності», застосовував цікавість композиції для розширення аналізу вчинків героя. Для Достоєвського Дікенс був другим найважливішим орієнтиром після Бальзака і зрозуміло, він брав його роботи в соціальній тематиці за зразок. Перш за все, двох письменників об'єднує тема «бідних людей» — жертв великого міста, що загубилися в ньому, які страждають від бідності, безпорадності і загальної байдужості. Вона ведуча в «Крихітці Дорріт» та інших роботах того періоду і мало не головна у раннього Достоєвського. Велику увагу звертають також на схожість тем і мотивів, щодо яких не завжди можна впевнено визначити чи є вони випадковим збігом творчості письменників чи «прямим відгомоном вражень захопленого читача й шанувальника творів Дікенса». Характерні для Дікенса картини родинного тепла, затишку і спокою «Крихітки Дорріт», до яких він, як до ідеалу веде своїх героїв, протиставлені Достоєвській безпритульності, дискомфорту і самотності. Атмосферу доброти і патріархальності в описі фінальної сцени «Принижених та зневажених» і Ростанева в «Селі Степанчиково» явно запозичено у Дікенса. Роман «Злочин і кара» який вийшов через одинадцять років після публікації «Крихітки Дорріт», ще через два роки — «Ідіот», а в 1876 році Достоєвський написав Повість «Лагідна». У всіх трьох творах письменник використав Емі Дорріт як прообраз, спочатку для Софії Мармеладової, потім — князя Мишкіна, а після для Лагідної.
Дікенс постійно називає Крихітку Дорріт боязкою, несміливою, соромливою, ці визначення цілком підходять і для Соні Мармеладової. Крім особливостей характеру, таких як віра, любов і жага життя, цих героїнь зближує і зовнішній опис: маленькі, тихі, дуже тендітні для свого віку. Обидві дівчини вражають самовідданістю: Емі працює не покладаючи рук, щоб забезпечити гордовитого батька, примхливу сестру і брата-дармоїда. Соня Мармеладова йде ще на більші жертви: дівчина змушена зайнятися проституцією, щоб прогодувати голодних дітей мачухи. І Емі, і Соня готові пожертвувати всім заради коханої людини: Крихітка Дорріт поділяє фінансові труднощі Артура Кленнема; Соня слід за засудженим Раскольніковим до Сибіру. Також Дікенс іменує Крихітку Дорріт наївною, простакуватою (англ. naive, simple), а це вже зближує Емі скоріше з князем Мишкіним. Коли справа доходить до осмислення життєвих подій, особливо, коли ці події досить швидко змінюють одна одну, Крихітка Дорріт майже не здатна концентруватися і чітко мислити. У таких ситуаціях їй починає здаватися, що за цими подіями насправді стоять якісь інші події з її колишнього життя, і те ж саме з новими країнами та природними ландшафтами.
Вони надзвичайно красиві, їх вигляд дивує мене, але я не спроможна зібратися всередині себе, щоб дійсно отримувати задоволення.
Її навчають мовам, але вона не здатна до їх засвоєння. Всі ці ознаки присутні і у князя Мишкіна, який «через хворобу не знаходив можливості вчити». І так само як князь Мишкін, вона має здатність передчувати насування горя, наприклад, смерть батька. У ній, безсумнівно, є щось «ідіотичне», і саме в тому плані, в якому описує себе князь Мишкін, а те, що і вона абсолютно так само вільна від всіх обмежень, що накладаються на людину суспільством, ще більше зближує цих героїв. В одному зі своїх останніх творів Федір Достоєвський знову звертається до Крихітки Дорріт. Головна героїня його однойменної повісті дуже нагадує своїм описом Емі.
Була вона така тоненька, білява; зі мною завжди мішкувата, нібито соромилась.
Безперечна також подібність маленької Неллі з «Принижених та ображених» з Емі Дорріт. Цей зв'язок багаторазово відзначався різними дослідниками. Неллі, як і Емі, можна віднести до типу «дітей, що замислюються», рано дозрілих в жорстоких випробуваннях життя. У «Крихітці Дорріт» окрім Емі, Федір Достоєвський, як прообраз, використовував і ряд інших персонажів. Тихий, незлобивий Дєвушкін, чиновник Горшков, який втратив роботу, — вони і багато інших героїв Достоєвського дуже подібні до Фредеріка Дорріта. Князь Валківський — красень, аристократ, багатій, і притому запеклий негідник — викликає в пам'яті довгий ряд Дікенсовських лиходіїв, з якого більш всіх на нього походить Ріго Бландуа, який весь час примовляє «Я джентльмен і помру джентльменом», і так само як і Валківський, що йде на будь-які підлості, щоб розбагатіти, і доходить навіть до вбивства дружини. Однак, навіть скопійовані у Дікенса, образи Достоєвського, як правило, складніші і парадоксальніші, на відміну від Достоєвського, Дікенс не відправляє свою ангельськи чисту Крихітку Дорріт на панель.
Сприйняття форм сатиричної типізації, яку Дікенс використовує «Крихітці Дорріт», можна асоціювати з подібними прийомами у творчості російського сатирика М. Є. Салтикова-Щедріна. У циклі сатиричних оповідань «Помпадур і помпадурші» письменником була створена галерея образів градоначальників — неосвічених, нахабних, жорстоких, багато в чому схожих з високопоставленими членами Міністерства Тяганини. Вдаючи лібералів, говорячи про реформи, вони відразу ж змінюють свій образ, діставшись до влади. Також як і в «Крихітці Дорріт» образи соціальної сатири Щедріна мають під собою цілком реальну основу. Так, місто Глупів («Історія одного міста») уособлює самодержавну Росію і є образним узагальненням безглуздості будь-якої форми деспотизму. При описі міста Щедрін-сатирик, подібно Дікенсу, звертається до гіперболізації і гротеску. Звичайно, при виявленні подібних паралелей і схожостей у творчості двох письменників не слід забувати про відмінності в їх суспільно-політичних поглядах. Революційно-демократичні переконання Салтикова-Щедріна виявлялися в його судженнях про необхідність якнайшвидшого революційного повалення несправедливого суспільного ладу. Дікенс не був прихильником революційних перетворень суспільства. Однак і того й іншого письменника глибоко хвилювало питання про становище народу і сенс своєї літературної діяльності вони бачили у викритті існуючої соціальної несправедливості, що і породжувало риси схожості в їх соціальній сатирі.

## Місця дій роману

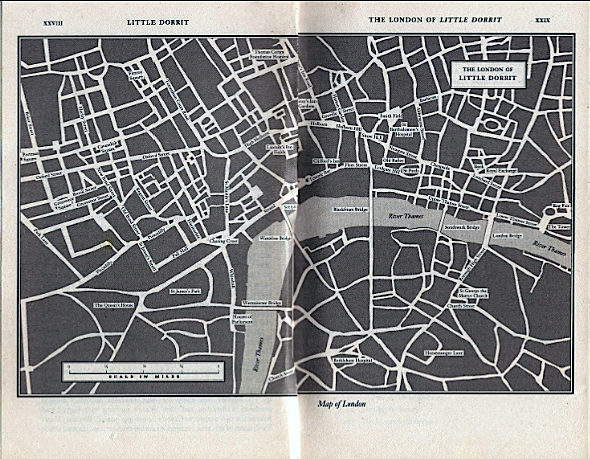
Карта Лондона в романі «Крихітка Дорріт»

У «Крихітці Дорріт» Чарлз Дікенс, з метою досягнення реалістичного сприйняття сюжету, в розповіді вводив опис реальних географічних об'єктів. Якщо в першій книзі це переважно райони Лондона, то в другій — різноманітні архітектурні шедеври Європи, значною мірою, Італії. У III розділі «Вдома» дається маршрут, по якому Артур повертається в рідний дім. Перша і одна з найбільш значущих архітектурних пам'яток Лондона, яку зустрів Артур — це собор святого Павла, біля якого він «перейшов на інший бік і обхідним шляхом став спускатися до річки» (англ. switched sides and began to go a roundabout way to the river). На шляху йому також зустрічається Чіпсайд — одна з центральних магістралей у Сіті — діловому районі Лондона, де були розташовані банки, комерційні підприємства і органи міського управління. При першому ж знайомстві Артура з Вільямом Доррітом, звичайно, дається і точна вказівка місцезнаходження Маршалсі в Лондоні: «… стояла в Саутвортку, по сусідству з церквою св. Георгія» (англ. stood in Sautvortke, next to the church of St. George), що означає, що в'язниця знаходилася на Хайстріт в районі Саутворк. В епоху Дікенса від в'язниці збереглася лише одна стіна, — та, що відділяла її від церкви святого Георгія. Батько Маршалсі, як було сказано багато вище, користувався повагою у арештантів, і один з них був родом з Кембервелла — передмістя на південь від Лондона, на правому березі від Темзи. Автор загострив на ньому увагу, щоб показати залежність містера Дорріта від підношень. Далі: один з головних представників Поліпів — Тіт Поліп — проживає на Гровенор-сквер — площі в аристократичному районі столиці Вест-Енд. Показово, що й інші представники цієї родини проживають неподалік. Абсолютно не пов'язані з сюжетом вислови тітоньки містера Ф. часто посилаються на архітектурні об'єкти. Наприклад, в одному з них вона згадує монумент біля Лондонського моста і заодно Велику лондонську пожежа. Тут йдеться про колону, яка була споруджена в 1677 році за проєктом архітектора К. Ренна в пам'ять про Великий пожежу 1666 року, яка знищила більшу частину Лондона.

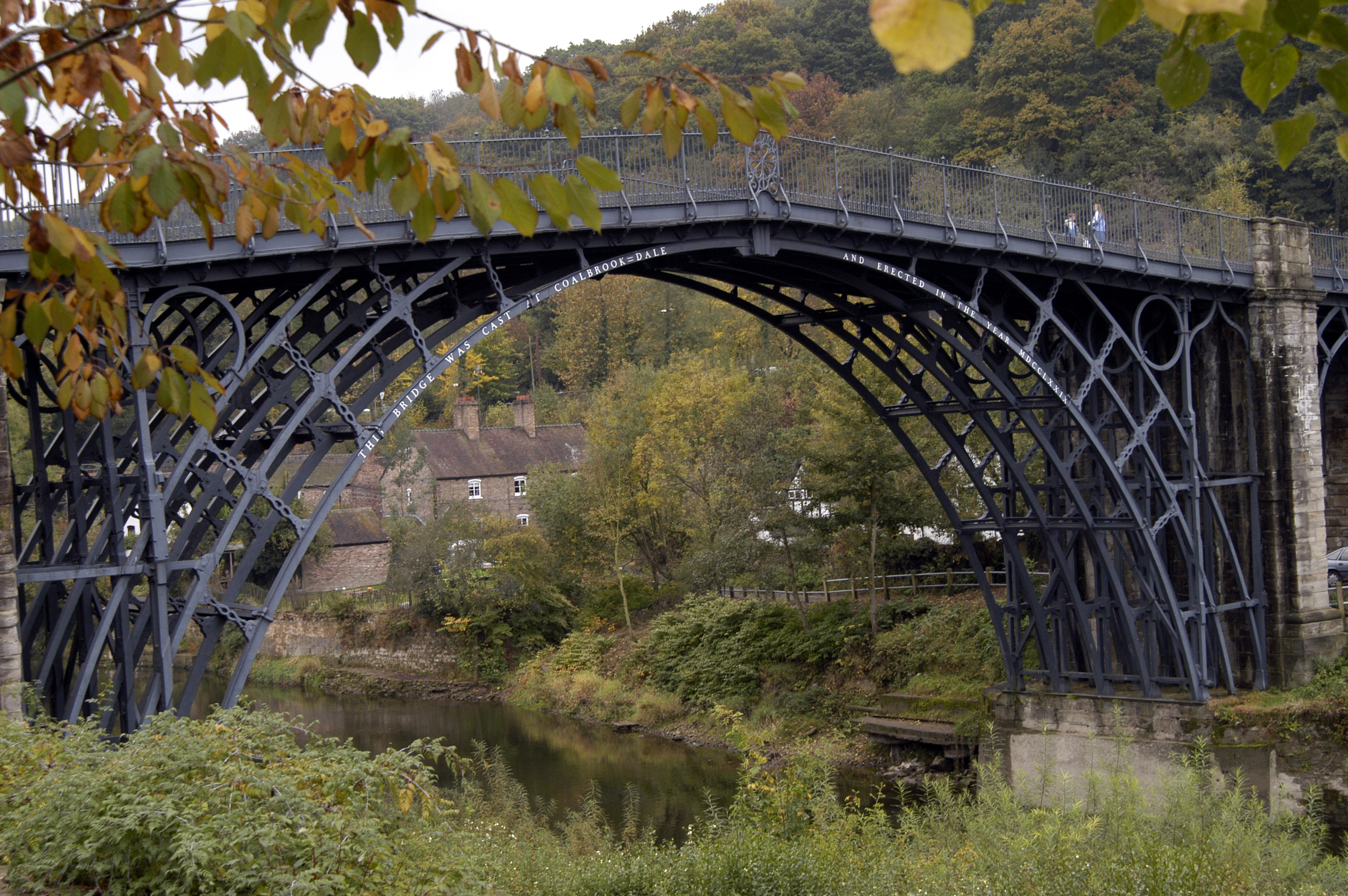
Арковий міст Айрон-Брідж, куди часто віддалялася Емі Дорріт, щоб наодинці помріяти про містера Кленнема

Після того як містер Кленнем врятував італійця Жана-Батіста Кавалетті, він, зважаючи на пізній час, знімає квартиру поблизу Ковент-Гардена — району Лондона, що знаходився на території колишнього монастирського саду, шлях до якого лежить через Сноу-Хілл і Холборн. У біографії Деніеля Дойса згадується річка Клайд, де він «знову працював і знову вчився, змінюючи книгу на молоток і свердло, щоб поповнити свої теоретичні та практичні знання» (англ. work again and again studied, replacing the book on the hammer and drill to enhance their knowledge in theory and practice). Цей фрагмент вказує читачеві на те, що Дойс деякий час проживав в Шотландії, оскільки ця річка протікає тільки в сільській місцевості цього королівства.
Флора Фінчінг після весілля вирушила у весільну подорож закордон, у Кале-французький порт в протоці Па-де-Кале, на протилежній стороні якого розташований англійський порт Дувр. Варто зазначити, що починаючи з цього моменту, частіше починають траплятися іноземні найменування, переважно італійські, що пов'язано з переїздом Дорріта до Італії. Перебуваючи в Альпійських горах Дорріти здійснили перевал через Сімплон, на кордоні Швейцарії та Італії. Прибуваючи в Венеції, вони захоплювалися красою її мостів, порівнюючи їх з Лондонськими: «… Ріальто з Вестмінстерським і Блекфраєрським мостами». У Римі вони продовжували захоплюватися вулицями і пам'ятниками: Корсо — одна з центральних вулиць Риму, де розташовані аристократичні особняки і розкішні магазини; Собор святого Петра — найбільший пам'ятник італійської архітектури епохи відродження. Після повторного розорення і смерті батька Емі повертається до Лондона і як наслідок, нові згадки місцевостей столиці Англії: Аделфі — квартал дрібних контор, побудований в 1769—1771 роках; Ітон — аристократичний закритий навчальний заклад, заснований в 1440 році; Ломберд-стріт — лондонська вулиця, на якій знаходиться кілька великих банків; Блекгіт — передмістя, місце відоме змаганнями в гольф; Темпл-бар — старовинні ворота, що залишилися від стіни, яка відділяла торговельну частину Лондона від Вестмінстера.
Таким чином, як зазначає Пітер Престон, автор по ходу розповіді, все більш деталізуючи і уточнюючи опис пригод, досягає того, що у читача виникає відчуття реалістичності подій, що відбуваються.

## Екранізації

Клер Фой в ролі Емі Дорріт. Телеверсія 2008 року

Роман «Крихітка Дорріт» неодноразово екранізувався. Прем'єра першої кіноверсії книги відбулася 29 липня 1913 в США. Режисером картини виступив Джеймс Кірквуд, сценаристом — Теодор Марстон, а на головні ролі були запрошені Хелен Беджлі, Мод Філі Вільям Расселл і Джеймс Круз. Наступна екранізація відбулася на батьківщині письменника в 1920 році. Продюсером фільму став Френк Е. Спрінг, режисером — Сідні Морган. Головні ролі виконали Леді Три і Ленгхорн Бертон. 1961 року, вийшла канадська версія фільму — режисер П'єр Бедел. Фільм 1988 був номінований на дві премії Оскар у номінаціях найкраща чоловіча роль другого плану і найкращий адаптований сценарій. Остання екранізація відбулася в 2008 році у вигляді восьмисерійного телесеріалу. Головні ролі в ньому виконали: Клер Фой (Емі Дорріт) і Меттью МакФейден (Артур Кленнем). Для перенесення на екран роман адаптував сценарист Ендрю Девіс, на рахунку якого також адаптація «Гордості і упередження».